# Католицька церква в Португалії
Като́лицька це́рква в Португа́лії — найбільша християнська конфесія Португалії. Складова всесвітньої Католицької церкви, яку очолює на Землі римський папа. Керується конференцією єпископів. Станом на 2004 рік у країні нараховувалося близько 9 457 000 католиків (90,41% від усього населення). Існувало 21 діоцезій, які об'єднували 4395 церковних парафій.  Кількість  священиків — 3936 (з них представники секулярного духовенства — 3000, члени чернечих організацій — 936), постійних дияконів — 147, монахів — 1376, монахинь — 5963. У Португалії діє понад 400 духовних семінарій. Апостольський нунцій — Ріно Пассігато, президент конференції католицьких єпископів — Мануел Клементе. Католицизм латинського обряду століттями був державною релігією у Португальському королівстві. За чинним республіканським законодавством Католицька Церква відокремлена від держави, проте має особливі преференції згідно з конкордатом 2004 року між Святим Престолом і урядом Португалії. Католицькі цінності й звичаї грають велику роль в житті португальців та їхній культурі (наприклад, Церква традиційно займається соціальною роботою, охороною здоров'я, освітою; частина державних свят мають католицьке походження, а на багатьох офіційних заходах часто присутні представники католицького єпископату). У 2001 році 84,5 % португальців назвали себе католиками; в 2012 році — 88 %. Близько 20 % населення країни — практикуючі католики; вони відвідують літургію й регулярно приймають святі таїнства (таїнства хрещення і шлюбу, а також похоронні обряди приймає до половини португальців).

## Статистика
- За переписом населення Португалії від 1981 року 81,1 % португальців назвали себе католиками[3].
- За переписом населення Португалії від 1991 року 77,9 % португальців назвали себе католиками[4]
- За переписом населення Португалії від 2001 року 84,5 % португальців (7 353 548 осіб) назвали себе католиками[5]. Проте результати досліджень, проведені Католицькою Церквою в Португалії, вказують, що лише 20% португальців (1 933 677 осіб) беруть участь у недільний літургії; з них причащаються тільки 10% (1 065 036 осіб).
- Станом на 2007 рік 47,3 % усіх шлюбів у Португалії укладалися за католицьким обрядом[6].

## Діоцезії

Церковні метрополії:
Бразька архідіоцезія
Лісабонський патріархат
Еворська архідіоцезія

- Конференція португальських єпископів (порт. Conferência Episcopal Portuguesa)
- Військовий ординаріат Португалії

Церковні метрополії (порт. Metrópoles Eclesiásticas):
- Бразька архідіоцезія
  - Авейрівська діоцезія
  - Брагансько-Мірандська діоцезія
  - Віано-Каштельська діоцезія
  - Візеуська діоцезія
  - Віла-Реальська діоцезія
  - Коїмбрська діоцезія
  - Ламегуська діоцезія
  - Портуська діоцезія
- Лісабонський патріархат 
  - Ангрська діоцезія
  - Гуардська діоцезія
  - Лейрійсько-Фатімська діоцезія
  - Порталегрсько-Каштелу-Бранкуська діоцезія
  - Сантаренська діоцезія
  - Сетубальська діоцезія
  - Фуншальська діоцезія
- Еворська архідіоцезія
  - Безька діоцезія
  - Фаруська діоцезія

### Адміністративна історія
- IV століття: створена Еворська діоцезія шляхом виокремлення зі складу Лісабонської діоцезії[7].
- 24 вересня 1540: Еворська діоцезія перетворена на Еворську архідіоцезію[7].
- 2 квітня 1550: створена Порталегрівська діоцезія шляхом виокремлення зі складу Еворської архідіоцезії й Гуардської діоцезії[7].
- 9 червня 1570: створена Елваська діоцезія шляхом виокремлення зі складу Еворської архідіоцезії[7].
- 10 липня 1770: створена Безька діоцезія шляхом виокремлення зі складу Еворської архідіоцезії[7].
- 30 вересня 1881: скасовано Елваську діоцезію, яка увійшла до складу Еворської архідіоцезії[7].

## Історія

### Афонсу І
1143 року перший португальський король Афонсу І проголосив себе васалом Папи Римського і слугою Церкви. За умовами Саморського договору, який дарував Португалії незалежність, король обіцяв, що він та його нащадки на троні будуть сплачувати щорічну феодальну данину Святому Престолу в розмірі 4 унцій золота. Того ж року Папа Луцій II схвалив цей договір, визнавши тим самим самостійність Португалії та прийнявши її під свою протекцію. 1179 року інший папа Олександр III визнав королівський титул Афонсу І та його васальну присягу.
Під патронатом Церкви Афонсу І брав участь у Реконкісті, розширюючи межі свого королівства на південь. 1147 року за допомоги хрестоносців з Другого хрестового походу він звільнив Лісабон, який став резиденцією Лісабонського єпископа. Першим лісабонським ієрархом був англієць Гілберт, який переніс мощі святого Вікентія до Лісабонського собору й закарбував пам'ять про це на гербі міста.
Афонсу І був дуже побожною людиною й присвятив своє королівство Діві Марії. Задля укріплення незалежності Португалії та свого авторитету він надав Церкві багато привілеїв та землеволодінь, заклав багато церков та соборів. Король листувався зі святим Бернардом Клервоським й сплачував щорічні пожертви Клервоському абатству. Він шанував Орден цистеріанців, для якого заснував Коїмбрський монастир Святого Хреста (1132) та Алкобаський монастир (1153) — найвідоміші абатства країни, провідні центри науки, техніки, господарства і культури майбутніх століть. Сподвижниками короля були святий Теотоній та алкобаський абат, головний ялмужник, член Королівської Ради та Кортесів з достоїнством єпископа.

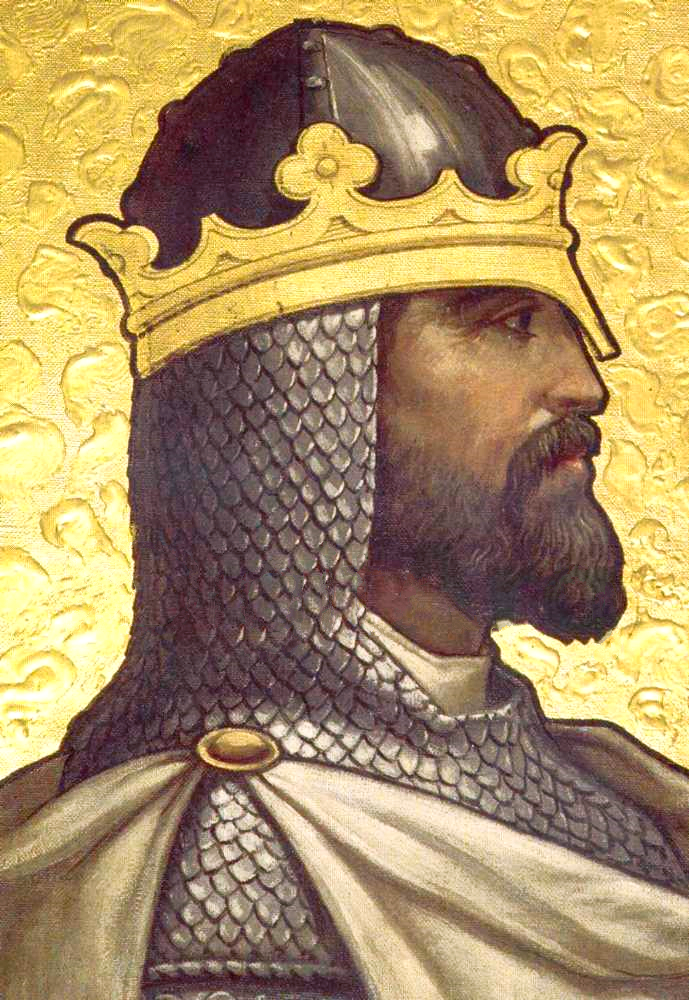
Афонсу І
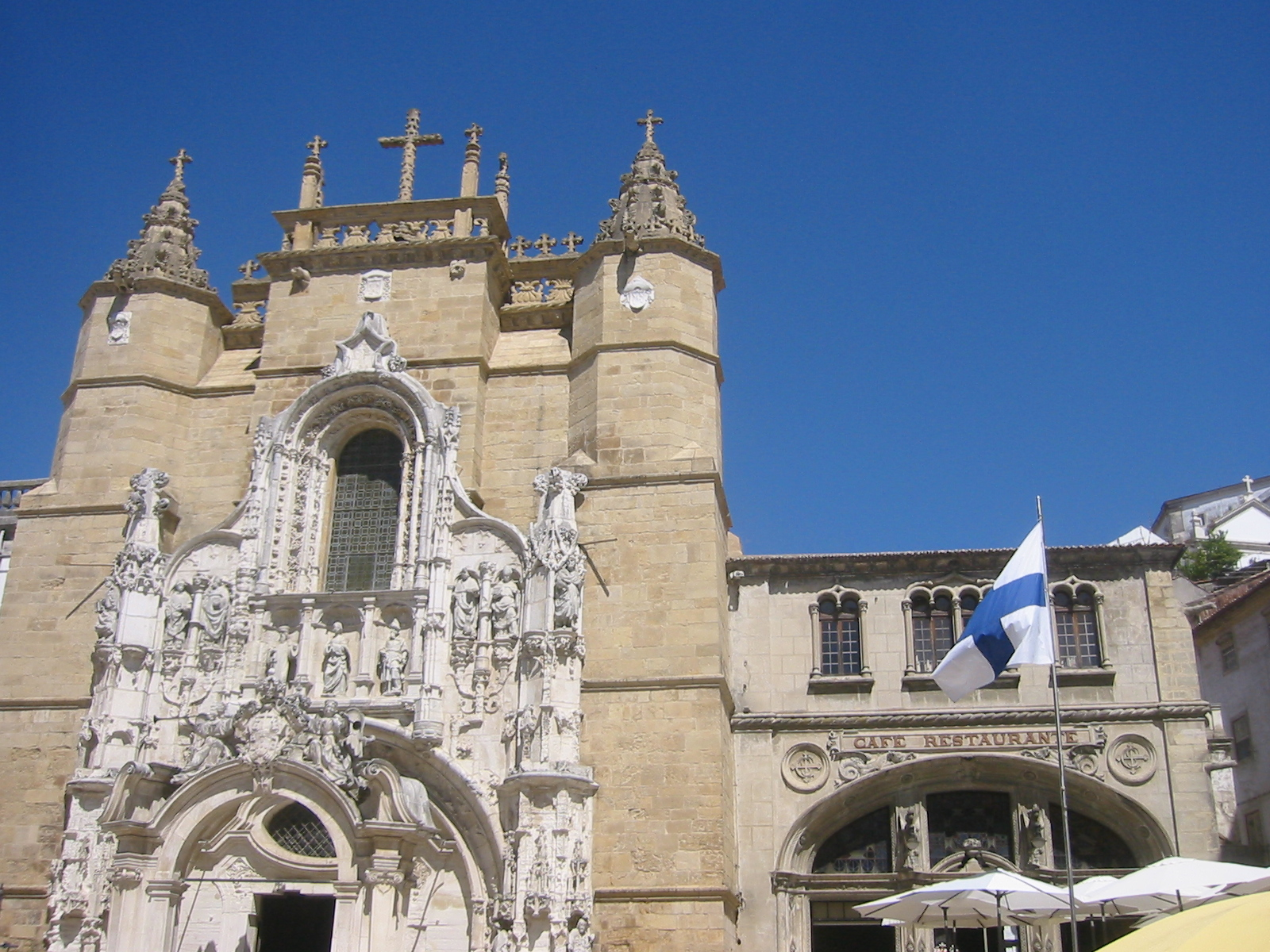
Коїмбрський монастир
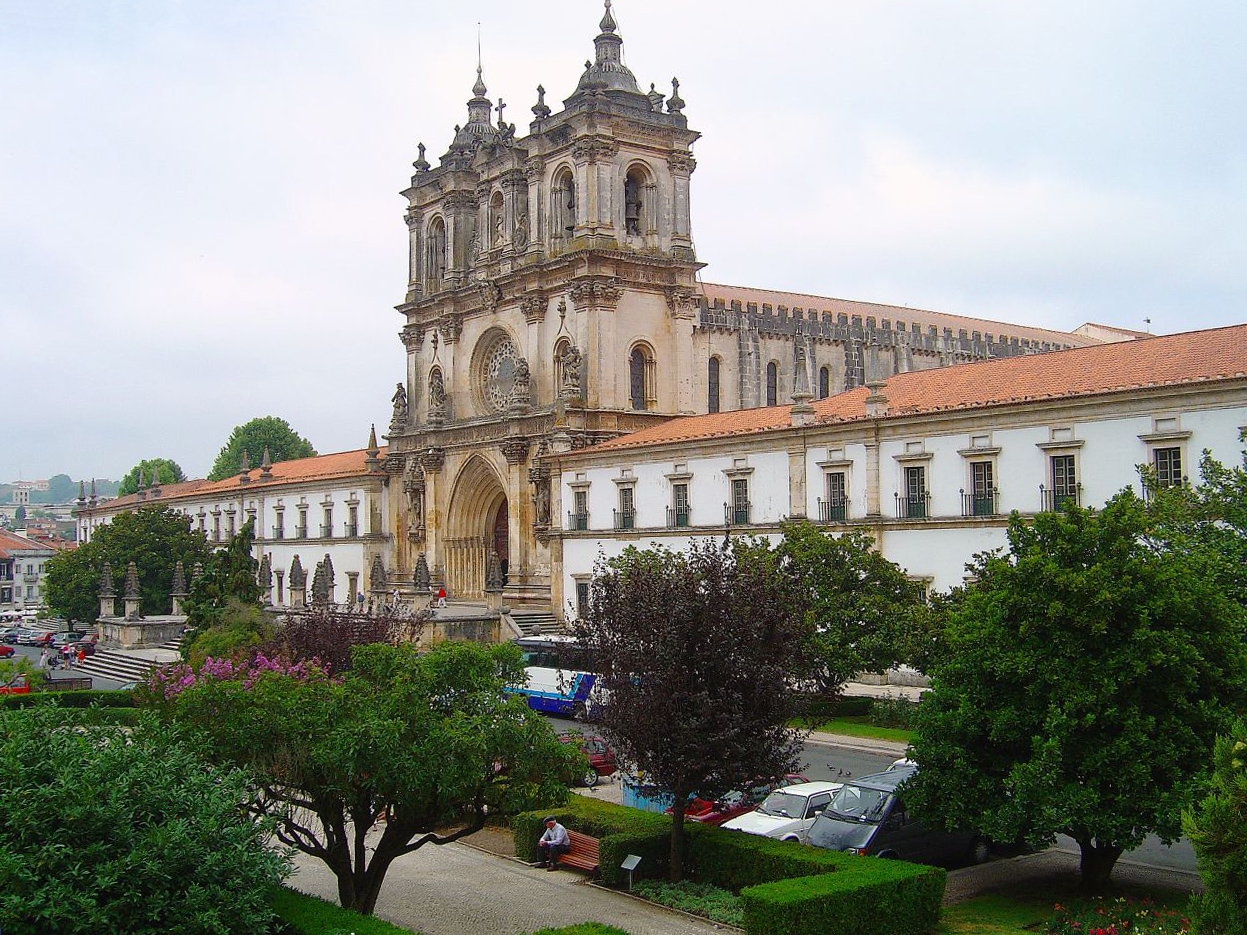
Алкобаський монастир
Герб Лісабона
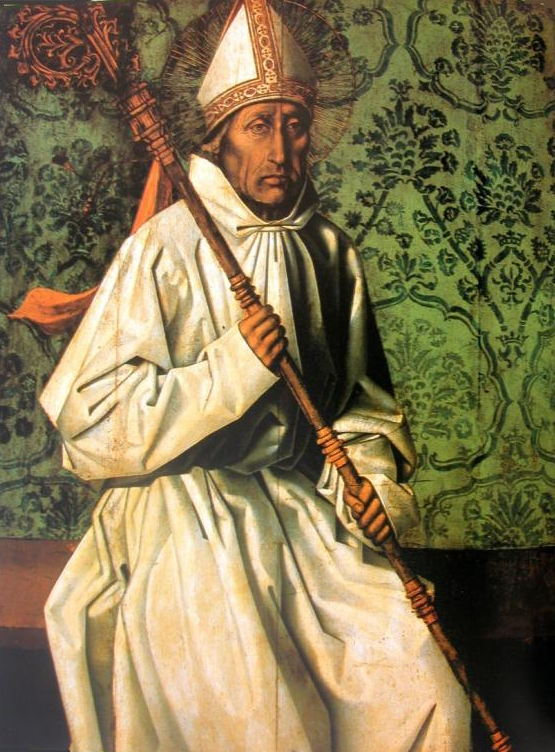
Теотоній

### Саншу І
Син Афонсу І, другий португальський король Саншу І (1185—1211) продовжував справу Реконкісти, й зміг підкорити Сілвеш в Аль-Гарбу (Алгарве). 1185 року Святий Престол визнав його королем, після чого той із запізненням надіслав до Рима васальну данину. У військових питаннях Саншу І особливо покладався на католицькі духовно-лицарські ордени — Авіський орден та Орден Сантьяго, що мали найкращих на той час вояків. На відміну від свого батька Саншу І був забобонною людиною й брав із собою у походи віщунку, так звану «мудрицю», з якою радився перед боями.
Саншу І вважається зачинателем тривалого правового конфлікту між португальською короною та Церквою. За підтримки свого канцлера Жуліана, який проводив курс на централізацію королівської влади, він постійно порушував церковну юрисдикцію та привілеї духовенства, звільненого від податків і повинностей. Зокрема, король підтримував міщан Порту у протистоянні з Портуським єпископом, на боці якого виступав папа Іннокентій III, ув'язнив Коїмбрського єпископа, з яким поводився дуже жорстоко, страчував на свій розсуд неугодних кліриків. Однією з причин конфлікту з Церквою було так зване «право мертвої руки», за яким Церква збільшувала свої землеволодіння у країні, в той час як королівський домен залишався малим. Саншу І та його послідовники намагалися вирішити проблему шляхом переатестації власності, що викликало спротив як духовенства, так і шляхти (Наприклад, у 1286 і 1289 роках король Дініш взагалі заборонив духовенству купувати землю, проте його укази були згодом відкликані).

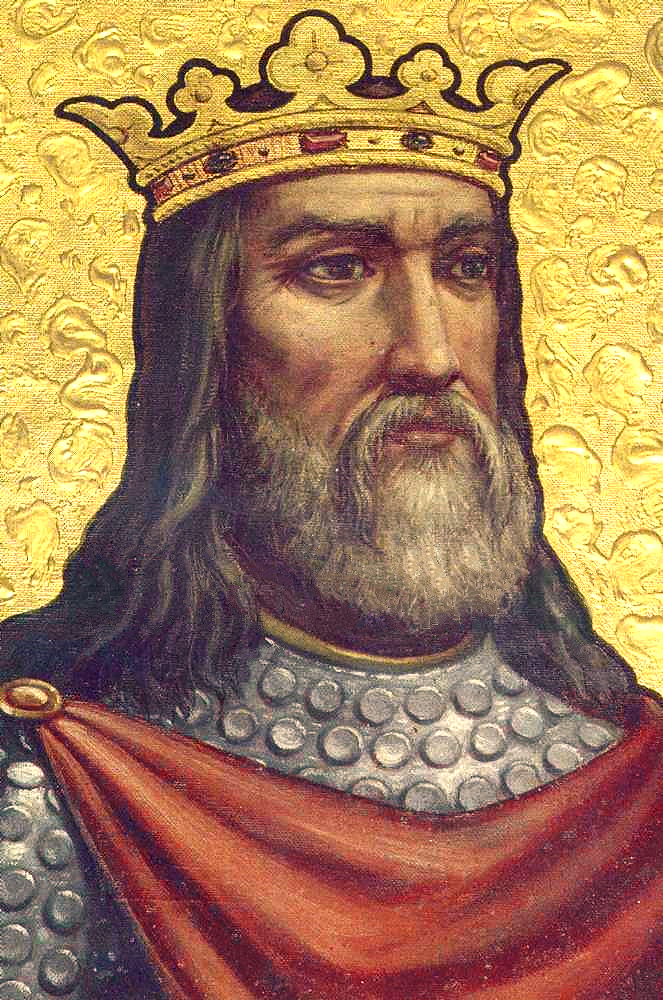
Саншу І
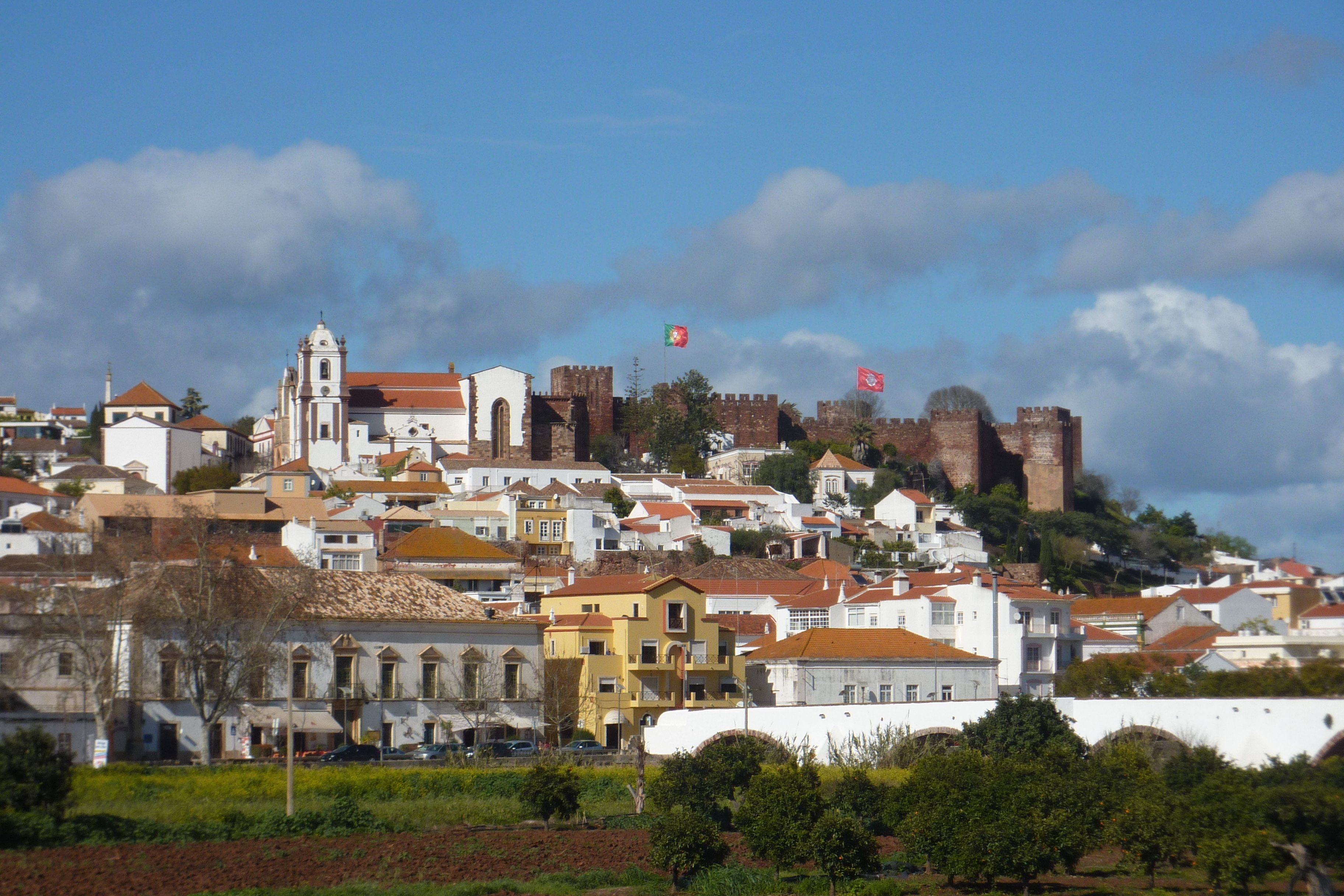
Сілвешський собор і замок
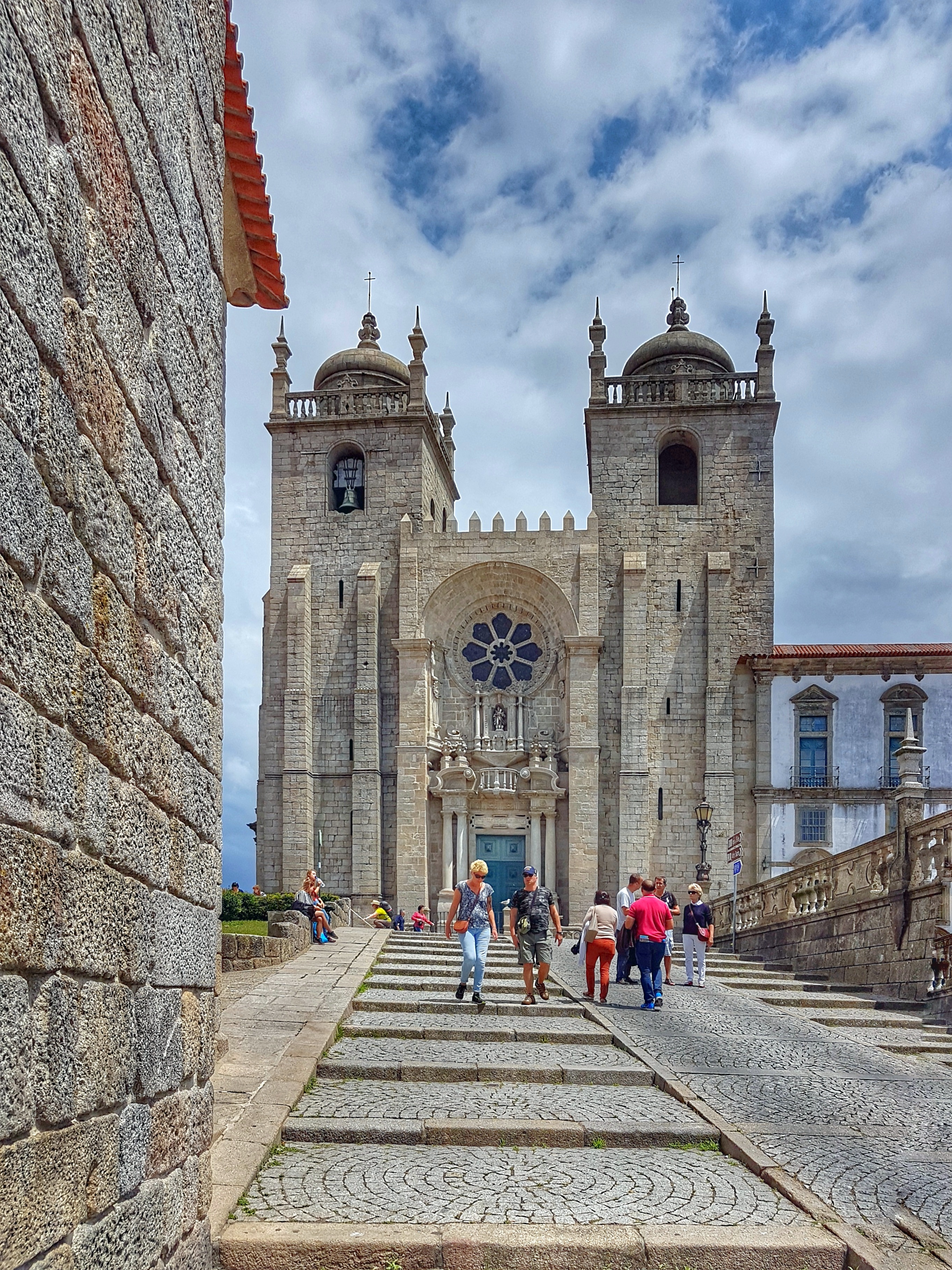
Портуський собор
Авіський хрест
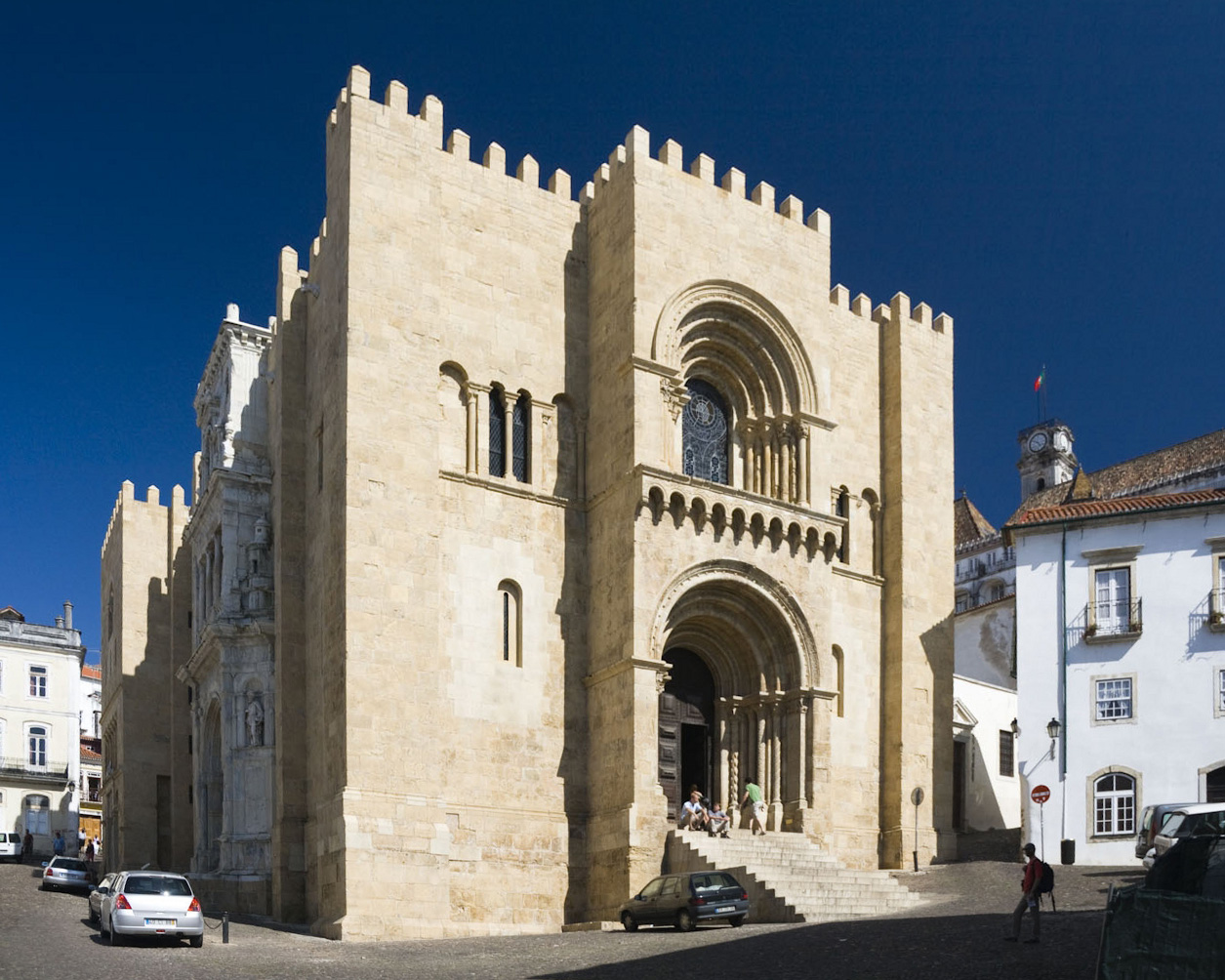
Коїмбрський собор

### Афонсу II
Наступний король Афонсу II (1211—1223) отримав визнання свого титулу від Папської Курії й підтвердив старі привілеї Церкви. Він сподівався на її підтримку у міжусобній війні зі своїми сестрами, які після смерті Саншу І отримали великі землеволодіння. 1216 року папа втрутився у війну як арбітр, змусивши усі сторони піти на компроміс — король сплачував сестрам компенсацію в обмін на землі і титули сестер.
Отримавши часткову перемогу Афонсу II відплатив невдячністю: він вдався до захоплення земельної власності Церкви та порушення правового імунітету духовенства (змушував кліриків присягати світській владі та служити у війську). Це призвело до конфлікту із португальськими єпископами. 1221 року на соборі в Бразі місцевий архієпископ Ештеван Суаріш да Сілва звинуватив короля у зловживаннях та гріховному способі життя. У відповідь Афонсу II наклав арешт на майно бразького архієпископа, який мусив рятуватися втечею до Риму. Папа Гонорій III надіслав до короля трьох іспанських єпископів для врегулювання конфлікту, які, однак, не вплинули на ситуацію; тому 1222 року Святий Престол відлучив Афонсу II від Церкви. На додаток, пап погрожував звільнити королівських васалів від присяги вірності монарху і передати португальський трон комусь із принців. Папські послання та хвороба змусили Афонсу II піти на переговори з Римом, у ході яких він раптово помер.
Незважаючи на відлучення короля, його правління позначилося зростанням релігійного життя в Португалії. У 1210—1220-х роках на запрошення інфанти Терези до країни прибули монахи Ордену францисканців, а згодом — Ордену домініканців. Вони швидко здобули прихильність населення, але були вороже зустрінуті місцевим вищим духовенством та старими орденами. Так, в Порту місцевий єпископ вигнав францисканців з міста, пограбував і спалив їхній монастир, але через супротив міщан, які підтримали вигнанців, дозволив їм повернутися. З часом нові Ордени набули популярності настільки, що члени королівської сім'ї та аристократія стали ховати своїх померлих у їхніх церквах. Святий Престол також призначав францисканців і домініканців на єпископські посади у Португалії і доручав їм делікатні дипломатичні місії. Зокрема, коли Лісабонський єпископ Суейру під страхом відлучення від таїнств та заборони на погребіння видав наказ про те, що третина спадщина померлого мусить передаватися Церкві, міщани поскаржилися папі Гонорію ІІІ; той надіслав папських послів-франицсканців і домініканців, які мусили припинити грабіжницьку практику єпископа.

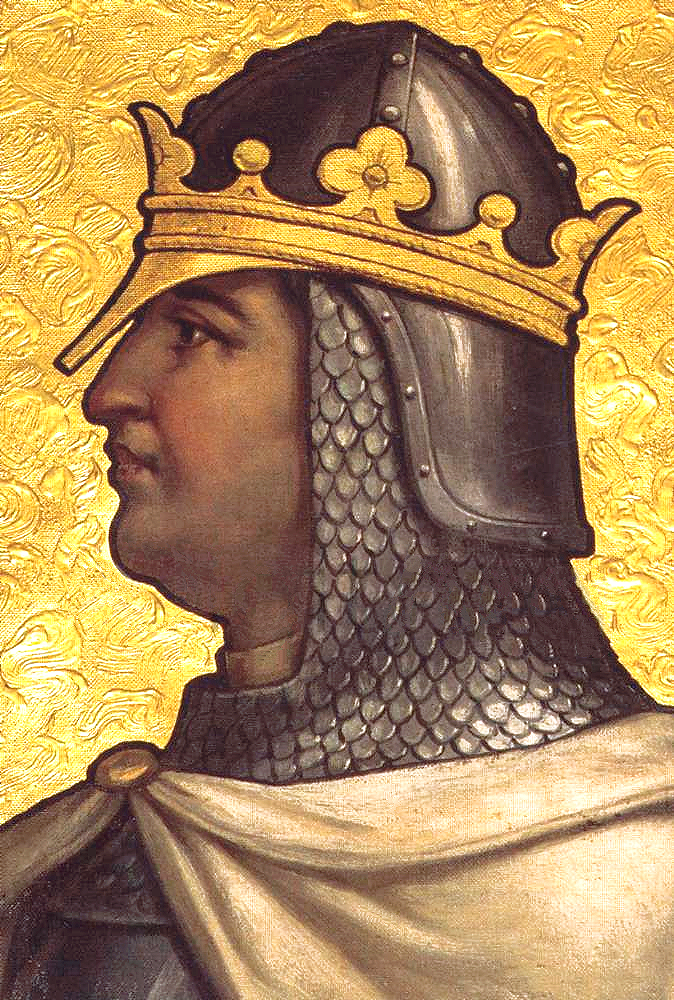
Афонсу II
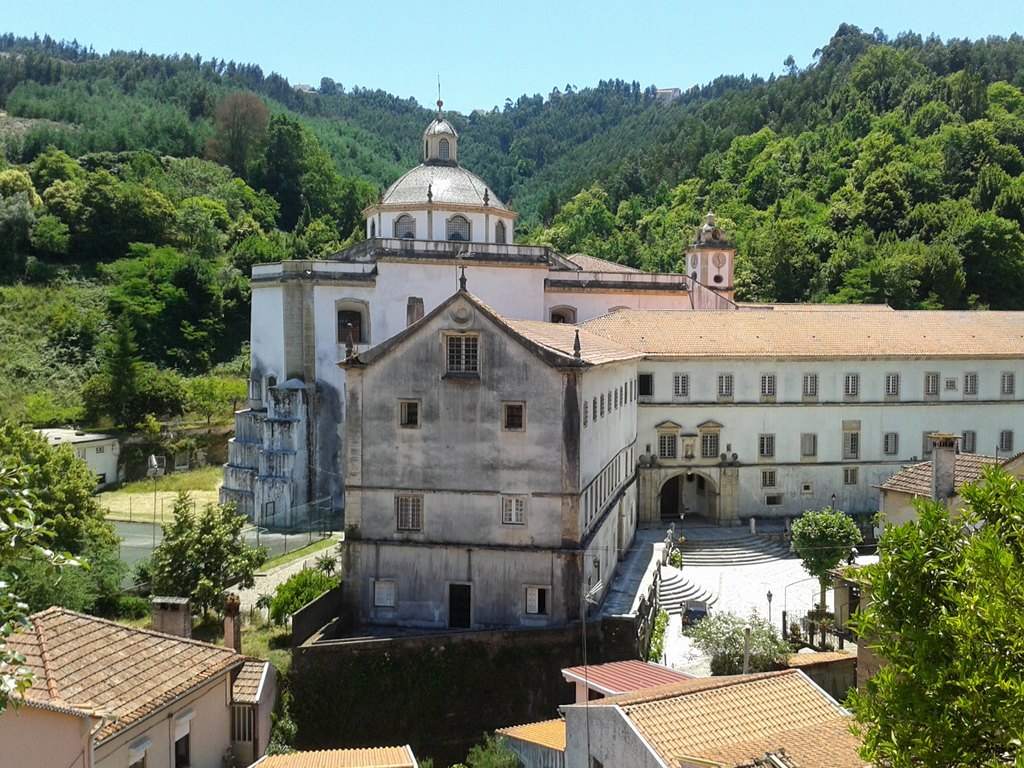
Лорванський монастир
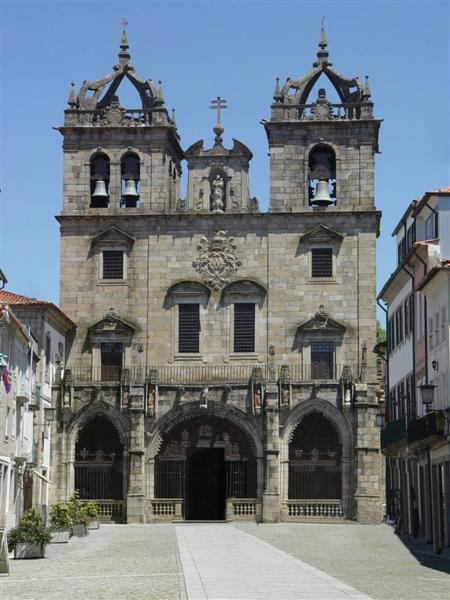
Бразький собор
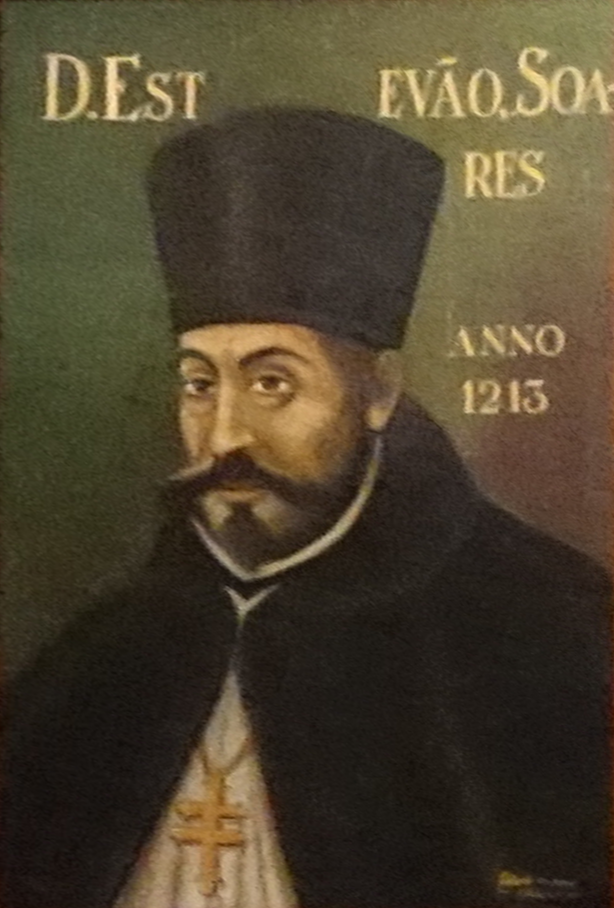
Ештеван Бразький
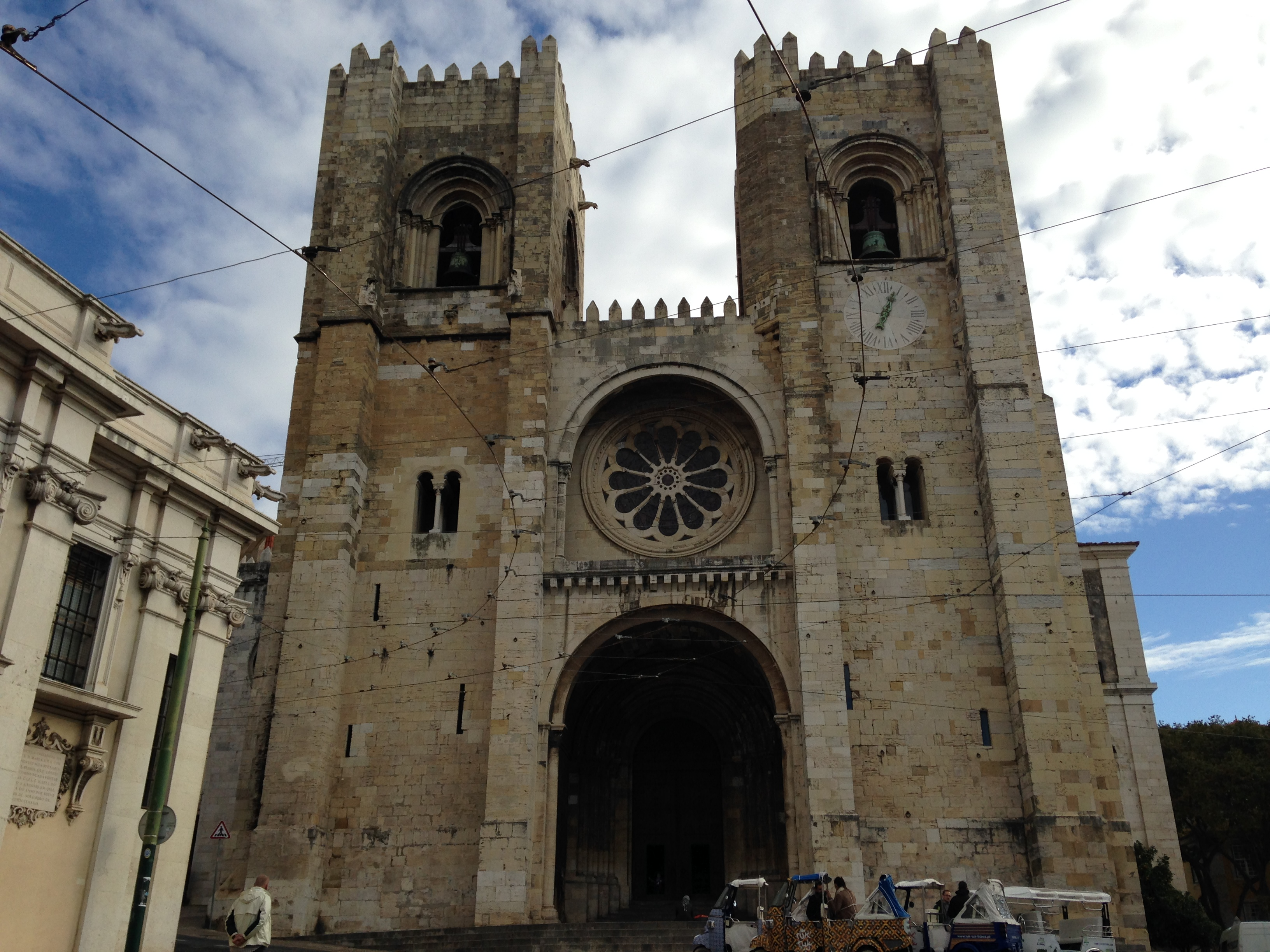
Лісабонський собор

## Хронологія
- 1089: початок будівництва Бразького собору.
- 1107: папа Олександр II надав Бразькій діоцезії статус архідіоцезії (архієпископства).
- 1132: португальський граф Афонсу I і святий Теотоній заснували Коїмбрський монастир Святого Хреста та Орден регулярних каноніків.
- 1139: початок будівництва Старого Коїмбрського собору.
- 1146: засновано Еворське братство святої Марії, майбутній лицарський Авіський орден.
- 1147: християни звільняють від маврів Лісабон.
- 1153: португальський король Афонсу I заснував Алкобаський монастир.
- 1179: папа Олександр III визнав Афонсу І королем, васалом Святого Престолу, а Португалію — королівством.
- 1223: папа Гонорій III відлучив від церкви португальського короля Афонсу II.
- 1234: папа Григорій IX відлучив від церкви португальського короля Саншу II.
- 1245: папа Іннокентій IV детронізував португальського короля Саншу II, що спричинило міжусобну війну 1246—1247 років.
- 1249: християни звільняють від маврів Фару; завершення Реконкісти в межах Португалії.
- 1268: португальські єпископи відлучили від церкви португальського короля Афонсу III. Постанову підтримав папа Климент IV.
- 1277: папа Григорій X наклав на Афонсу III і Португалію інтердикт; він був знятий після передсмертної сповіді короля.
- 1295: король Дініш заснував жіночий Одівеласький монастир.
- 1319: король Дініш заснував лицарський Орден Христа.
- 1386: початок будівництва Батальського монастиря.
- 1394: папа Боніфацій IX надав Лісабонській діоцезії статус архідіоцезії.
- 1432: засновано Авейруський монастир святого Домініка.
- 1536: засновано Португальську інквізицію.
- 1540: папа Павло III надав Еворській діоцезії статус архідіоцезії.
- 1716: папа Климент XI надав Лісабонській архідіоцезії статус патріархату.
- 1759: вигнання єзуїтів з Португалії за наказом голови уряду Себаштіана де Карвалю.
- 1815: вигнання єзуїтів з Португалії за наказом принца-регента Жуана.
- 1828—1834: Ліберальні війни, громадянська війна в Португалії. Церква підримала Мігела в боротьбі з Педру IV.
- 1829: король Мігел дозволив повернутися єзуїтам до Португалії.
- 1834: після перемоги у громадянській війні король Педру IV розпустив чернечі ордени у Португалії, націоналізував майно монастирів.
- 1910: націоналізація усього Церковного майна внаслідок Португальської революції.
- 1966: папа Павло VI заснував інститут військового капеланства в Португалії.
- 1986: папа Іван-Павло II перетворив португальський інститут капеланства на військовий ординаріат Португалії.

## Собори

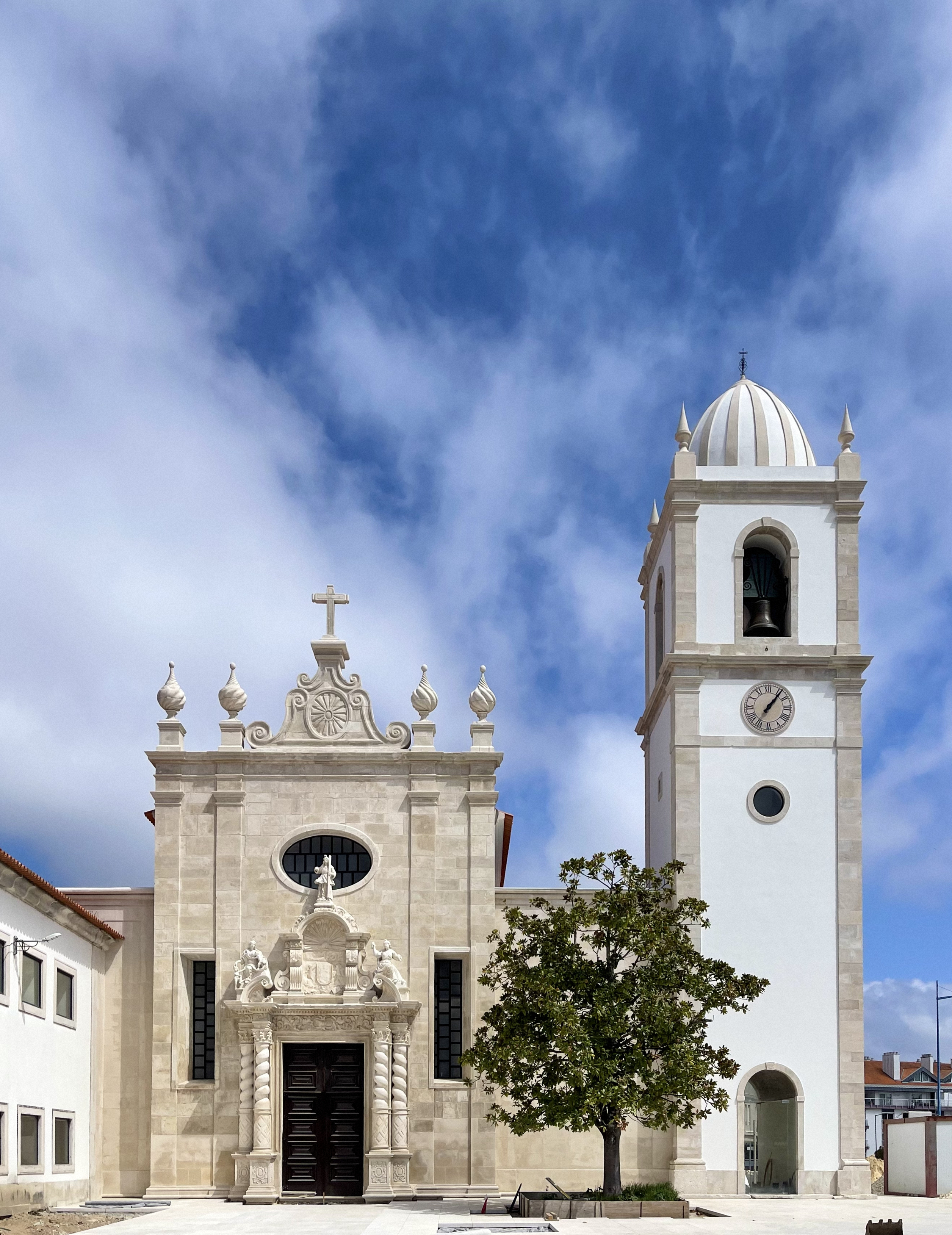
Авейрівський собор
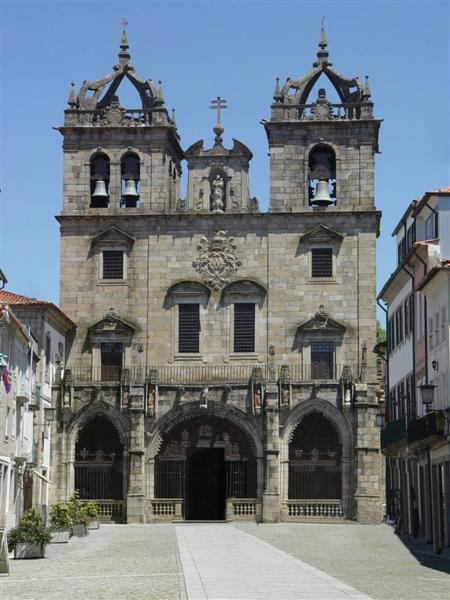
Бразький собор
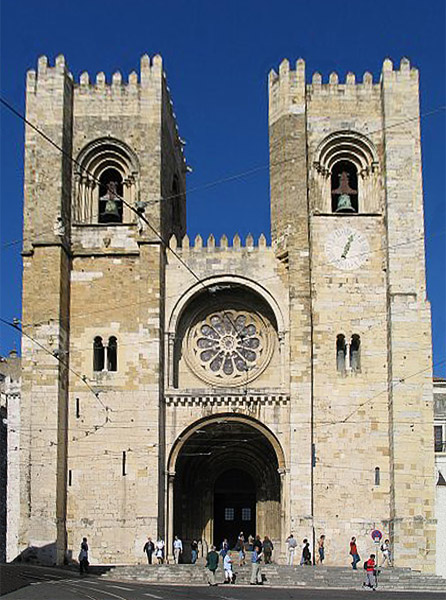
Лісабонський собор
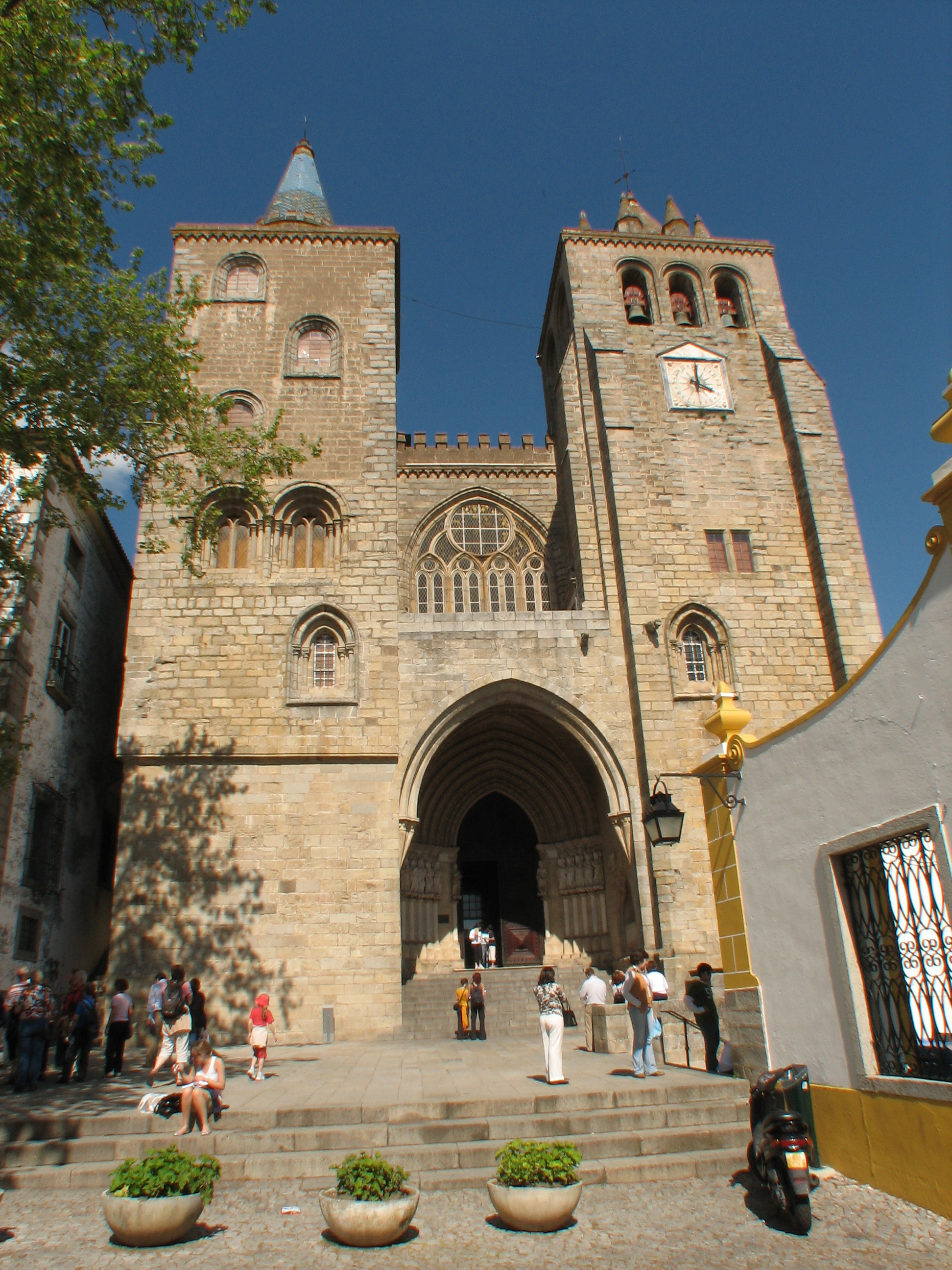
Еворський собор
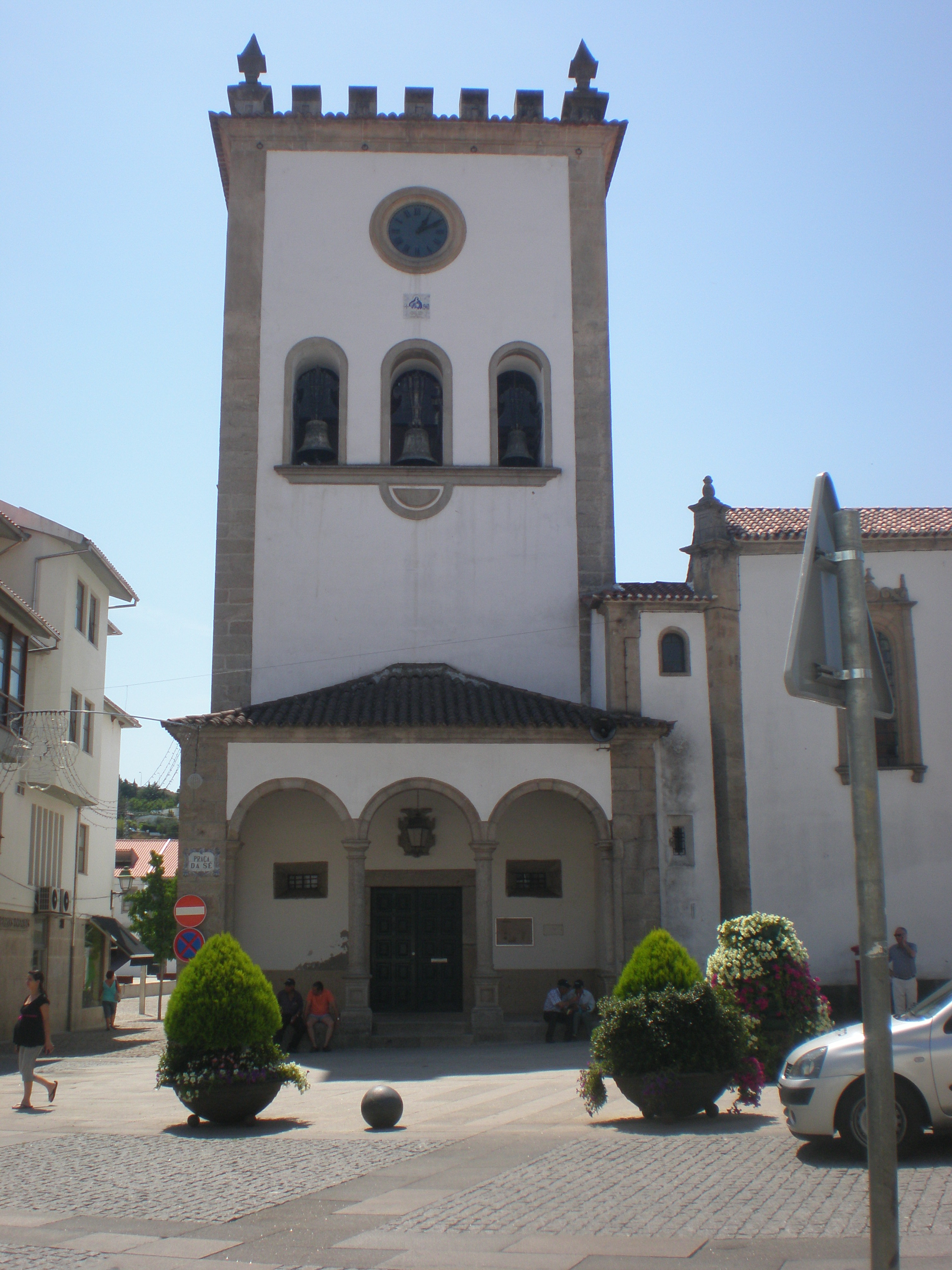
Старий Браганський собор
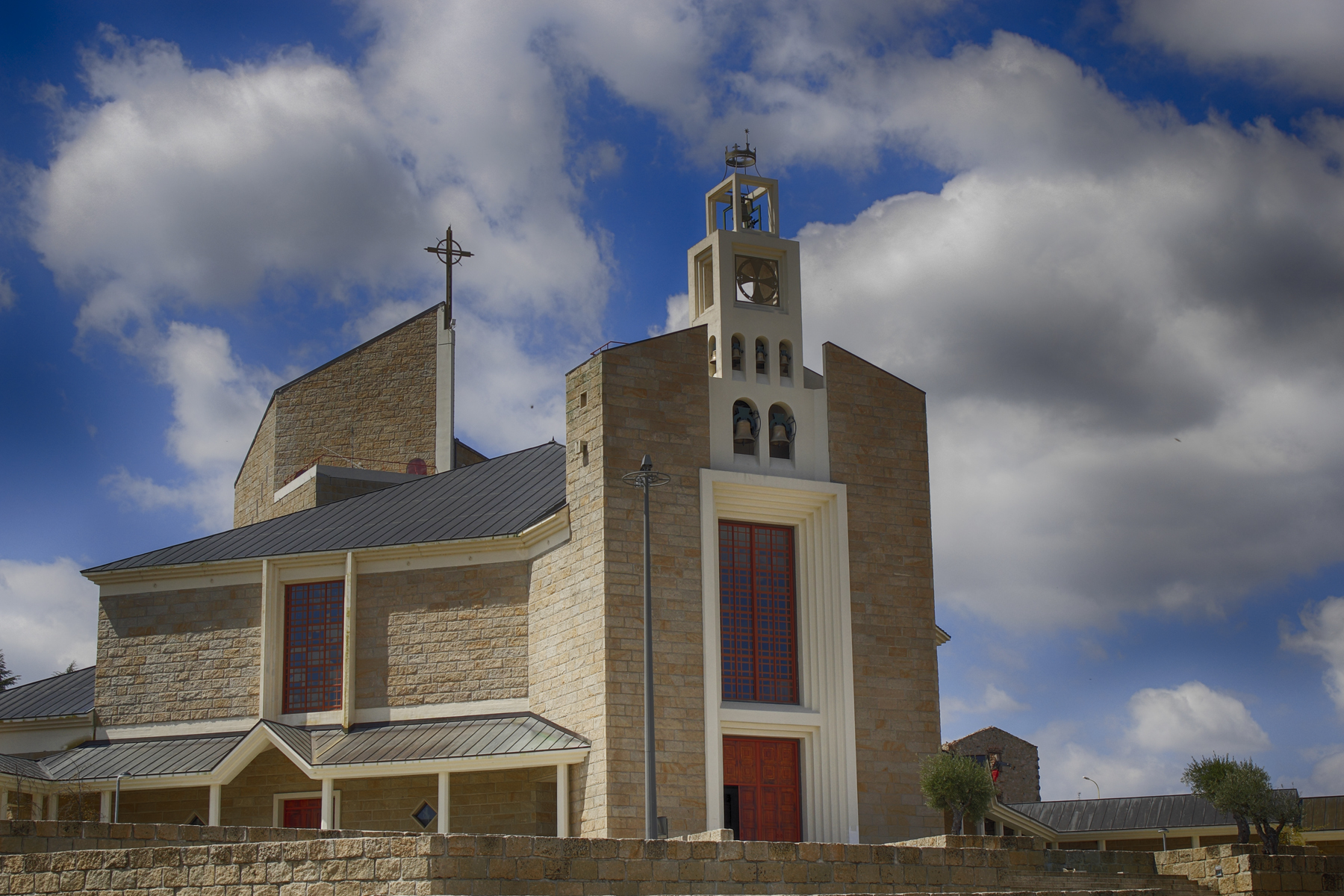
Новий Браганський собор
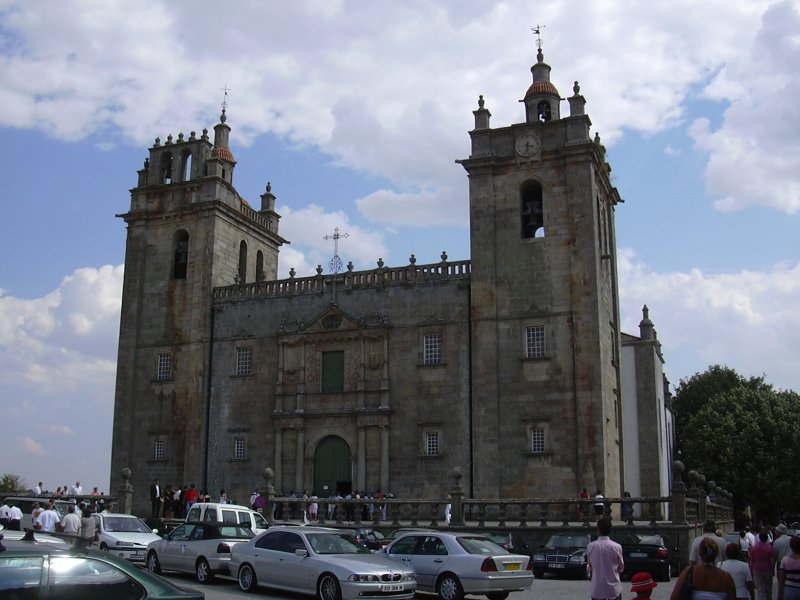
Мірандський катедральний собор святої Марії Сніжної
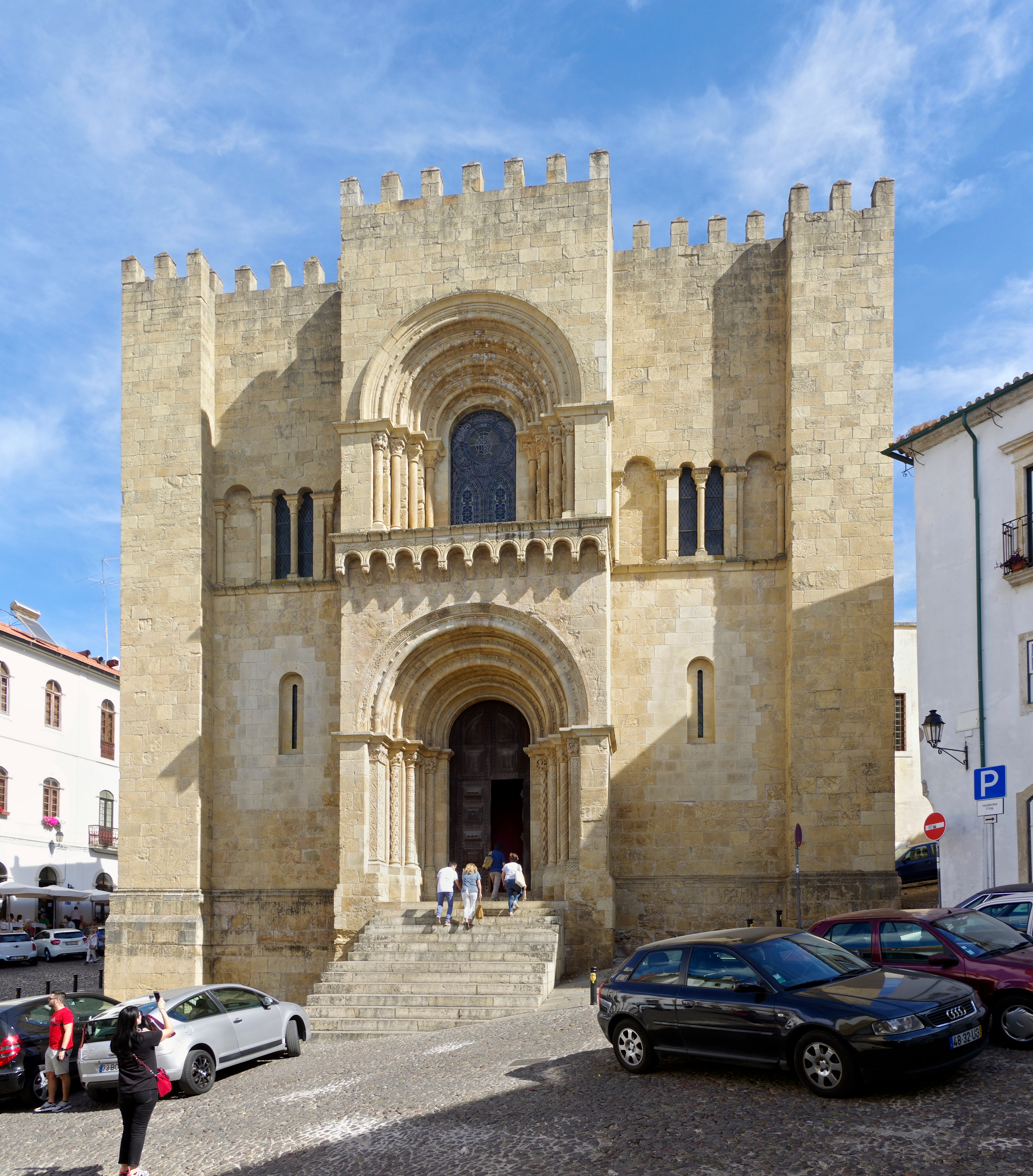
Старий Коїмбрський собор
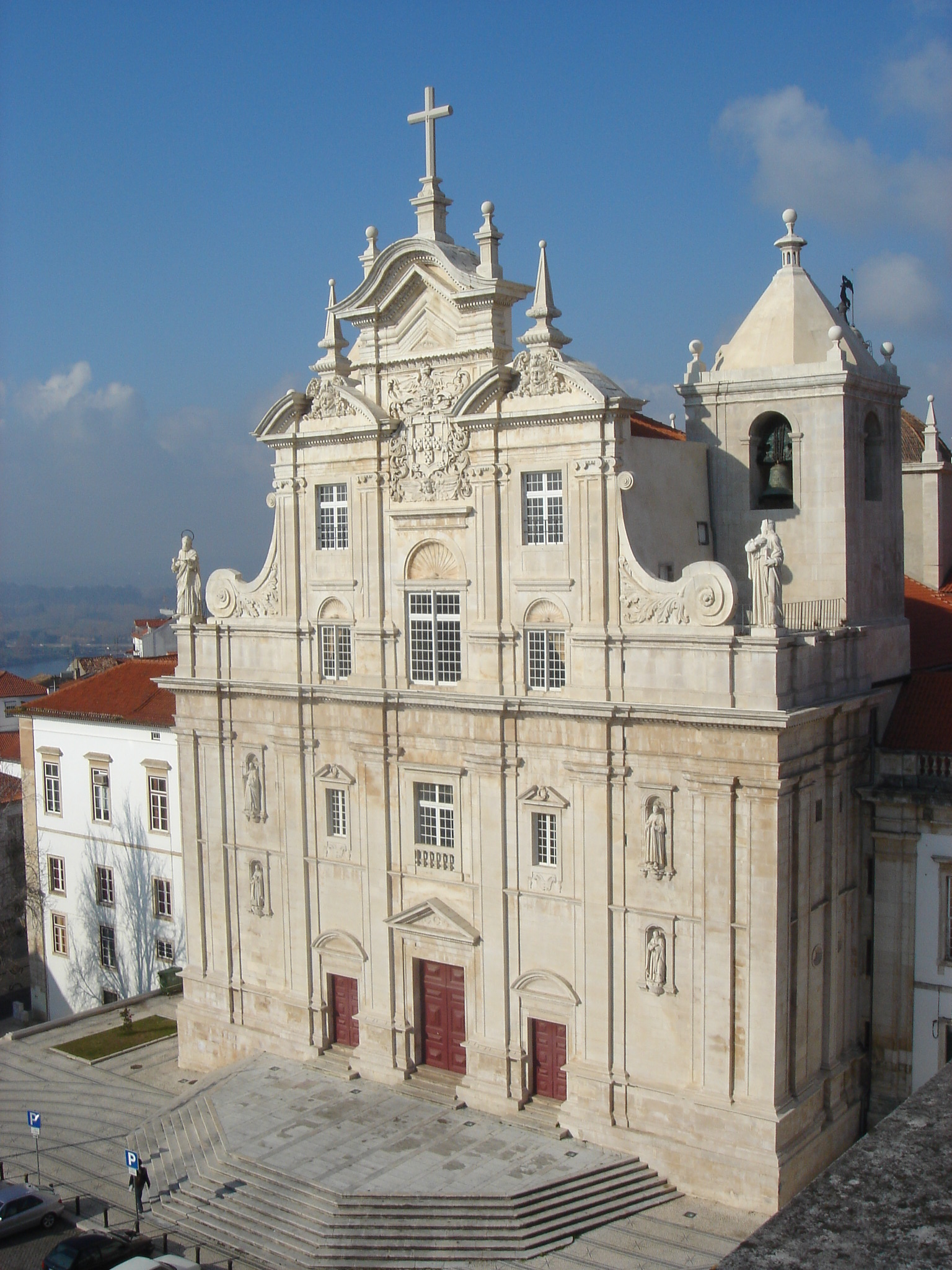
Новий Коїбрський катедральний собор святого Імені Ісуса
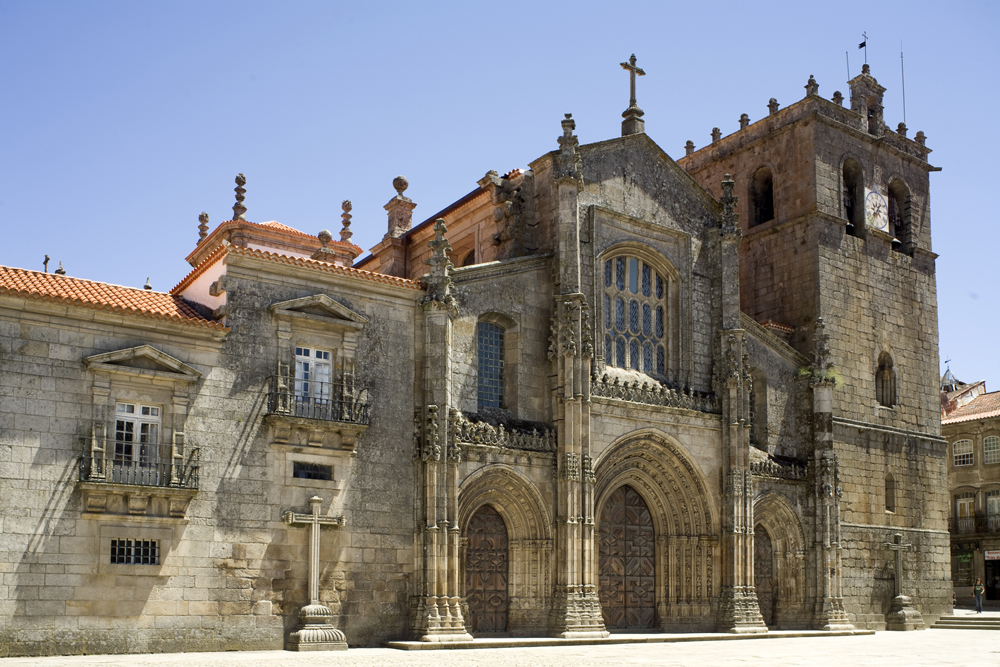
Ламегуський катедральний собор Внебовзяття Діви Марії
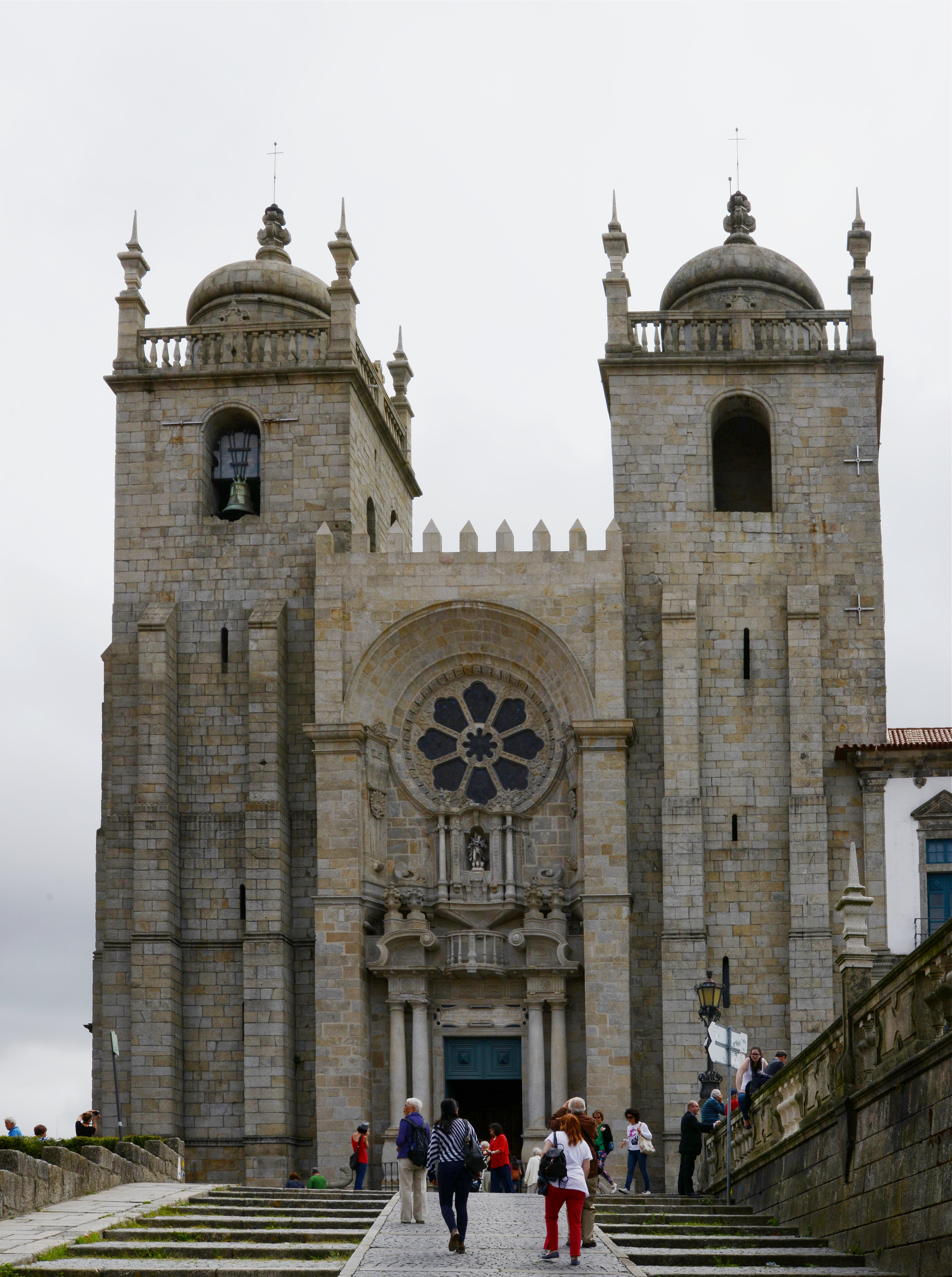
Портуський катедральний собор Внебовзяття Діви Марії
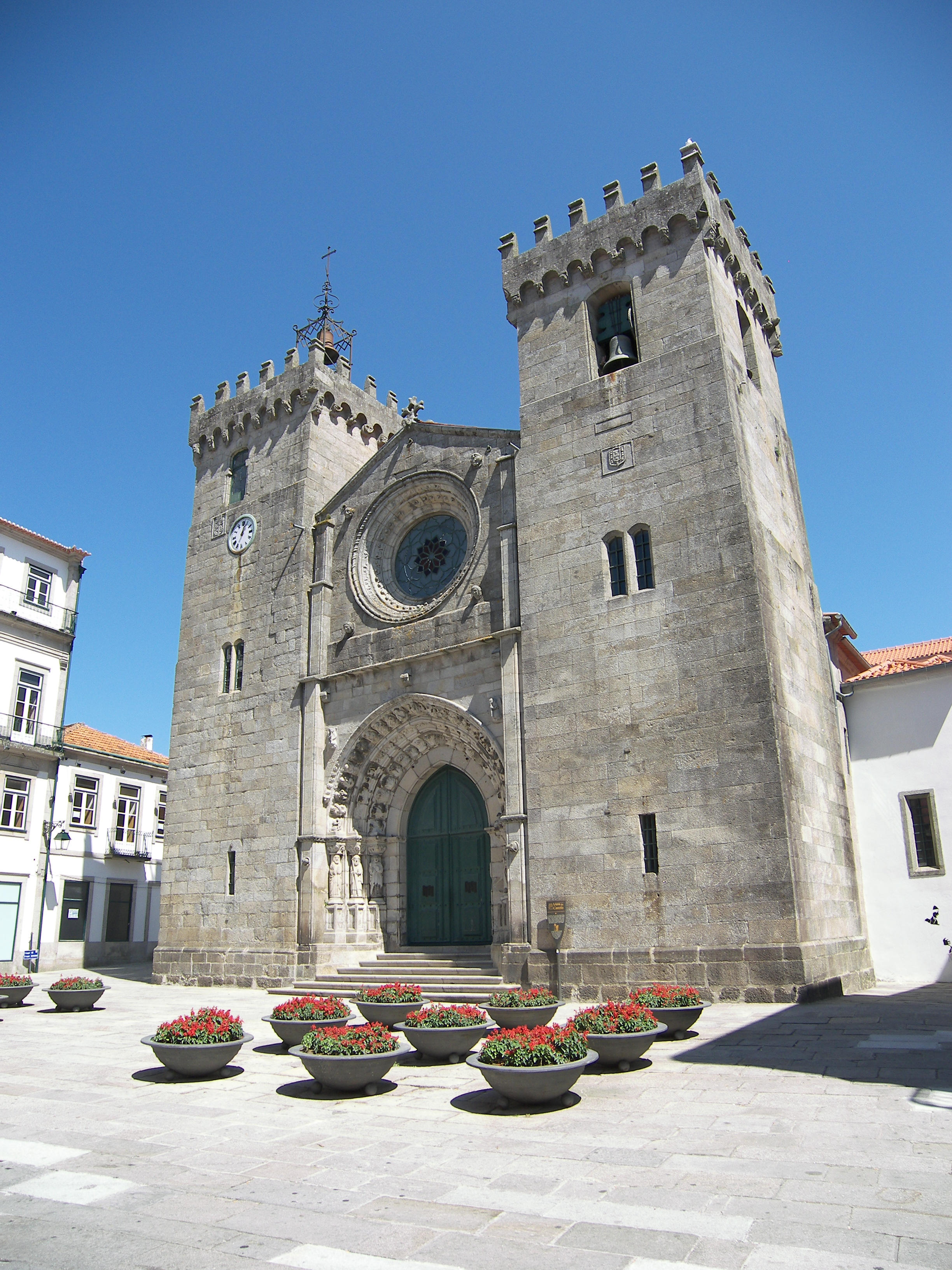
Віана-ду-Каштелуський катедральний собор святої Марії Сніжної
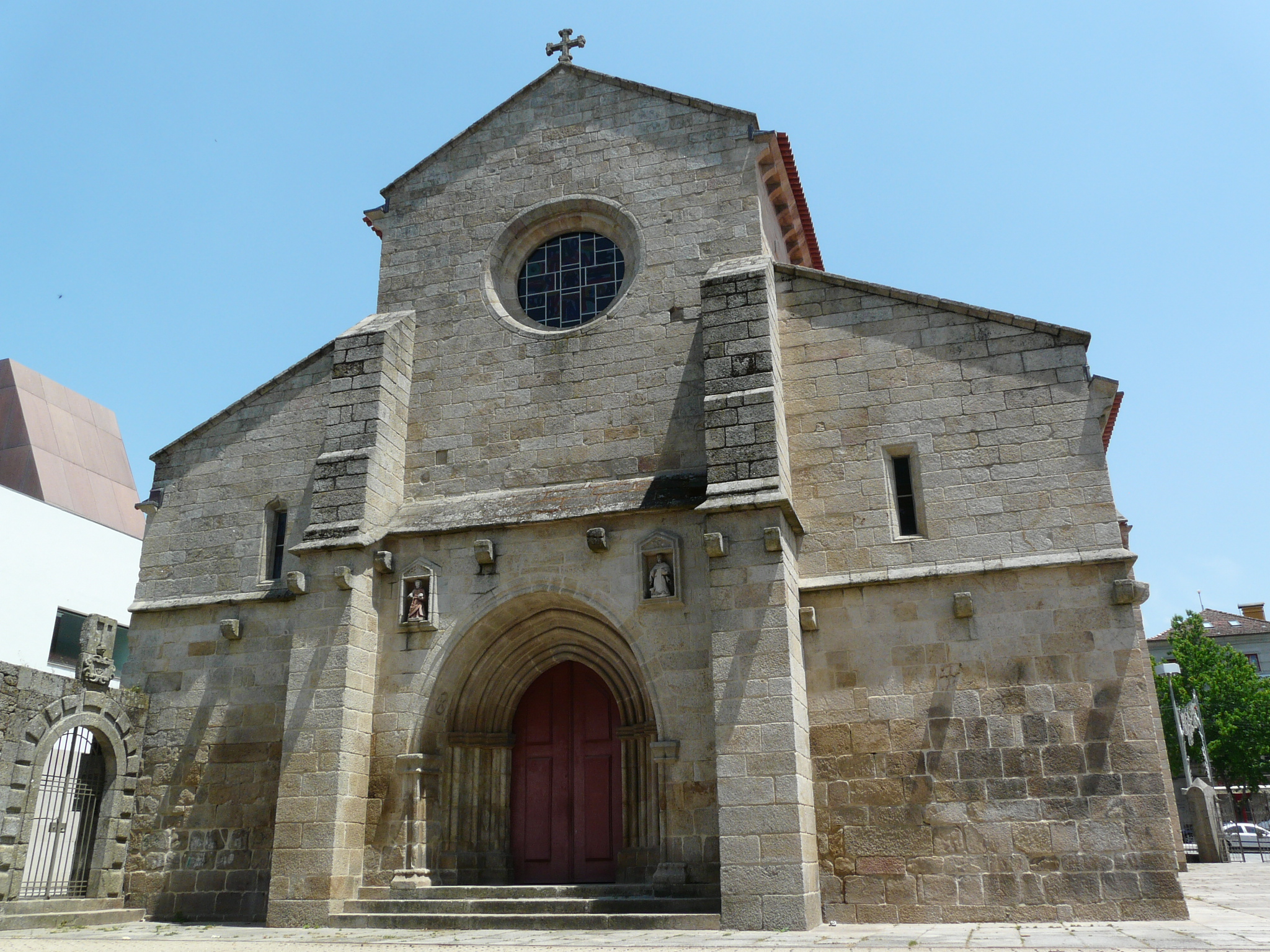
Віла-Реалський катедральний собор святого Домініка
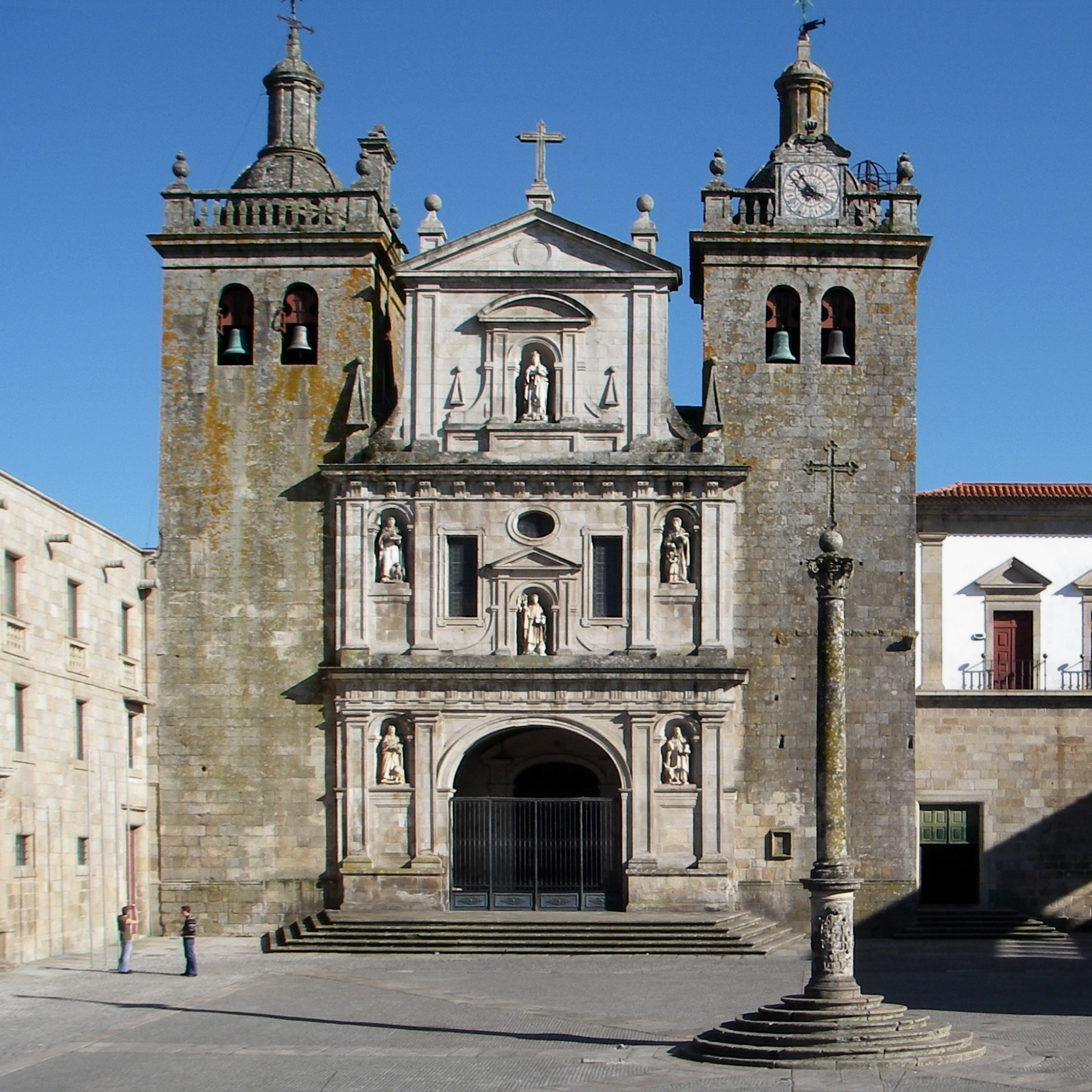
Візеуський катедральний собор святої Марії
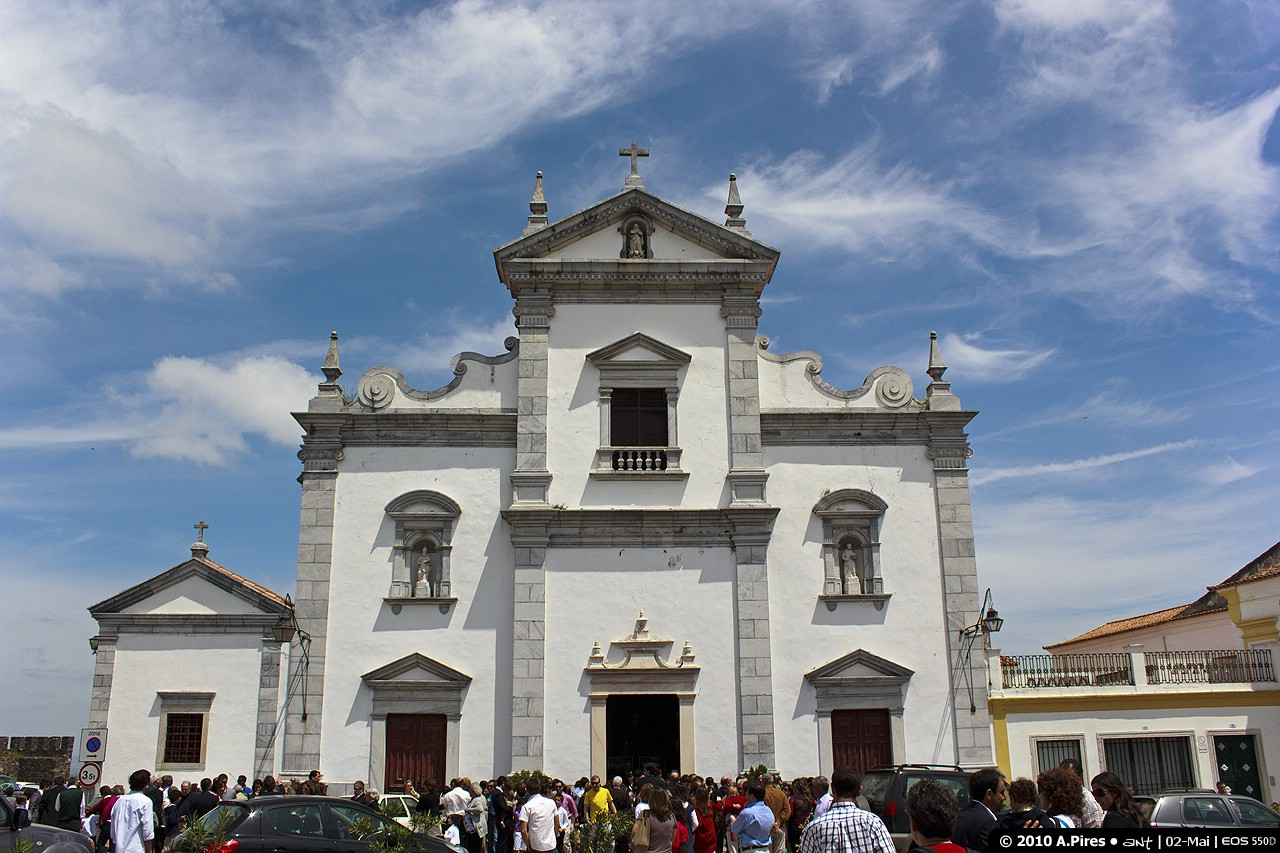
Безький собор
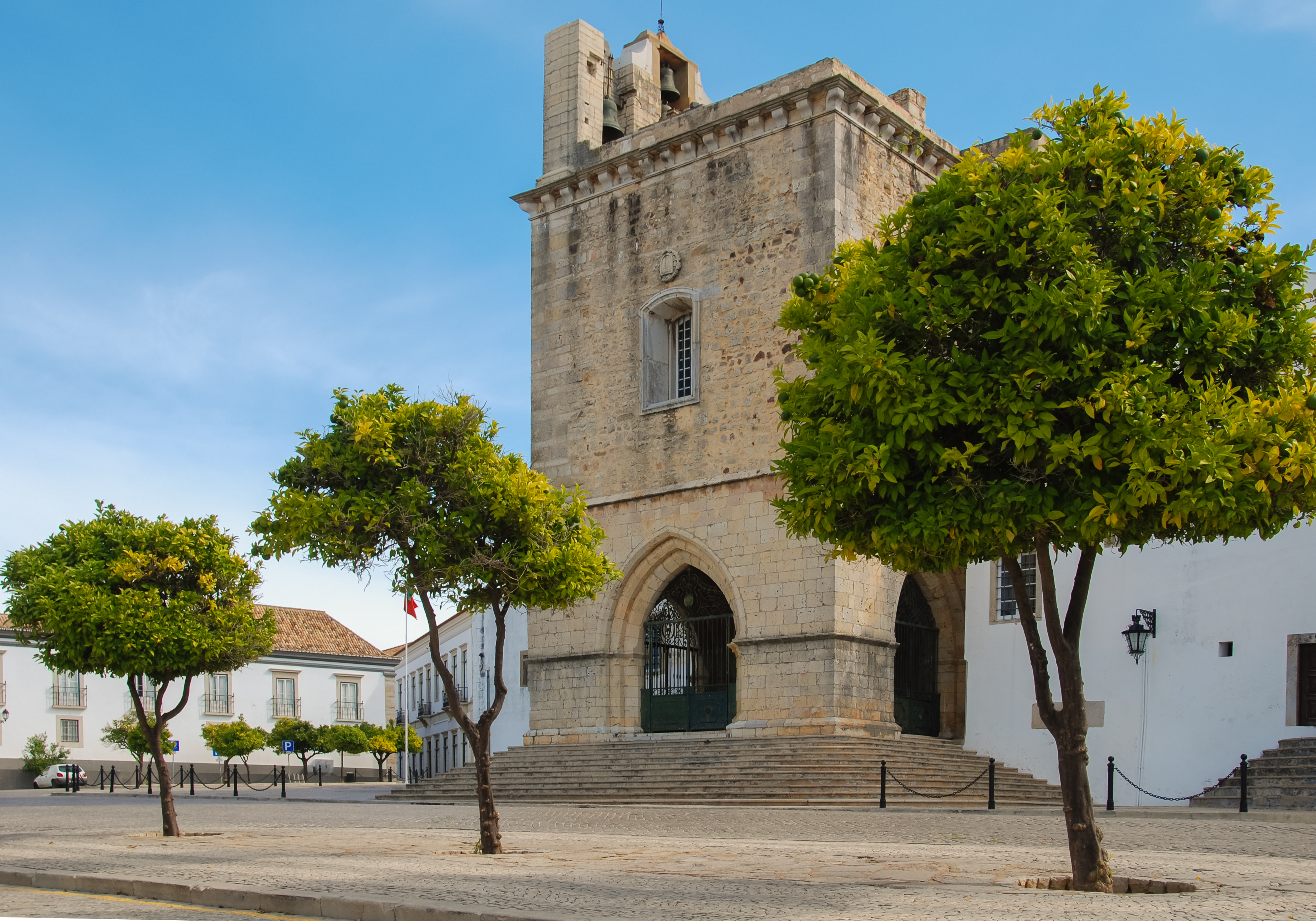
Фаруський катедральний собор святої Марії
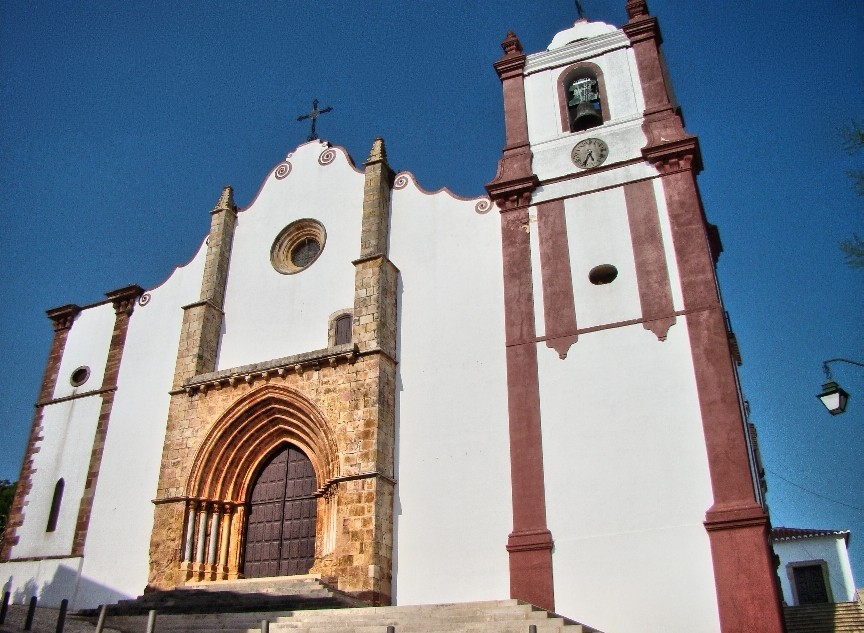
Сілвешський катедральний собор Непорочного Зачаття Діви Марії
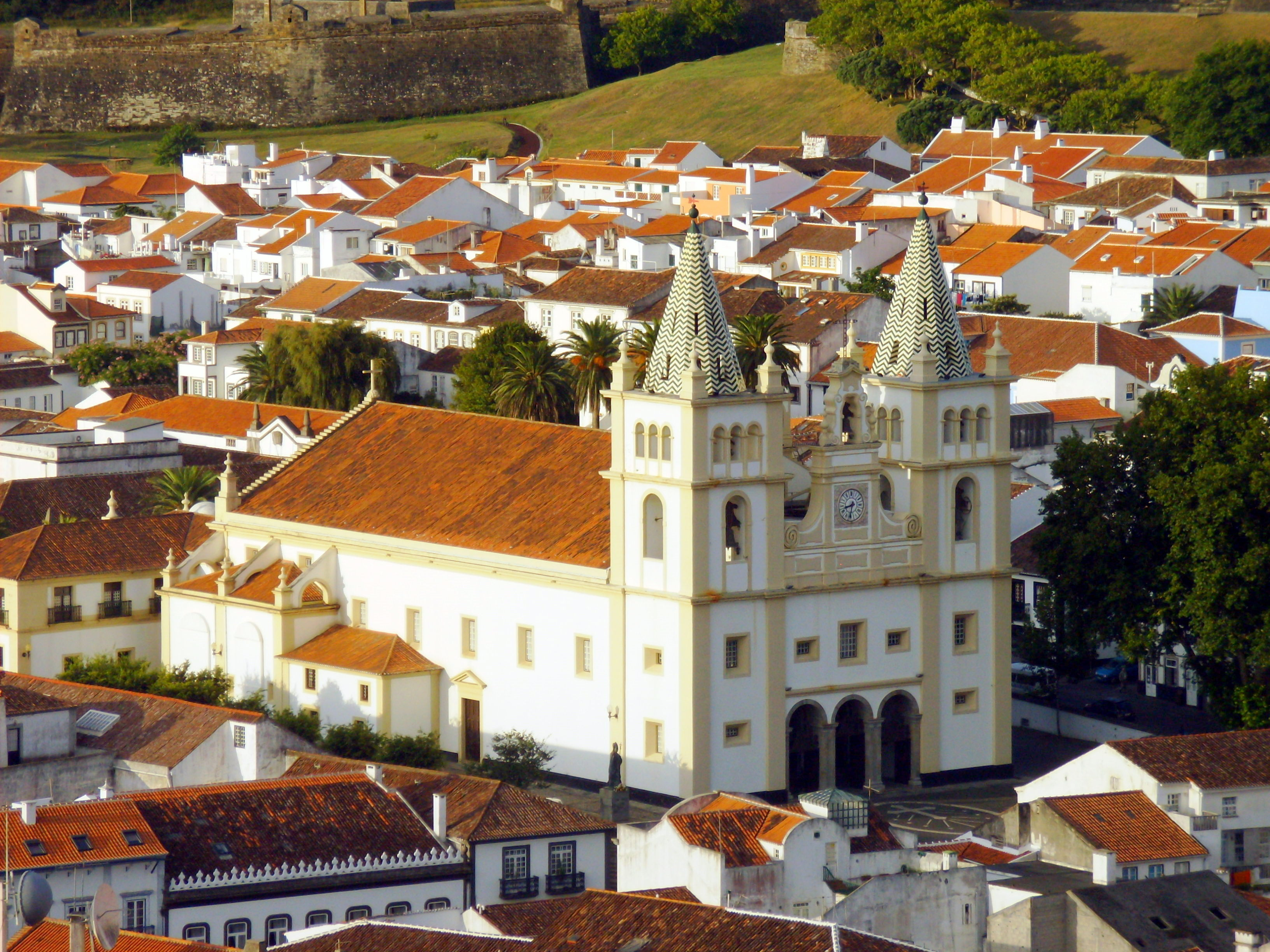
Ангрський катедральний собор Найсвятішого Спасителя
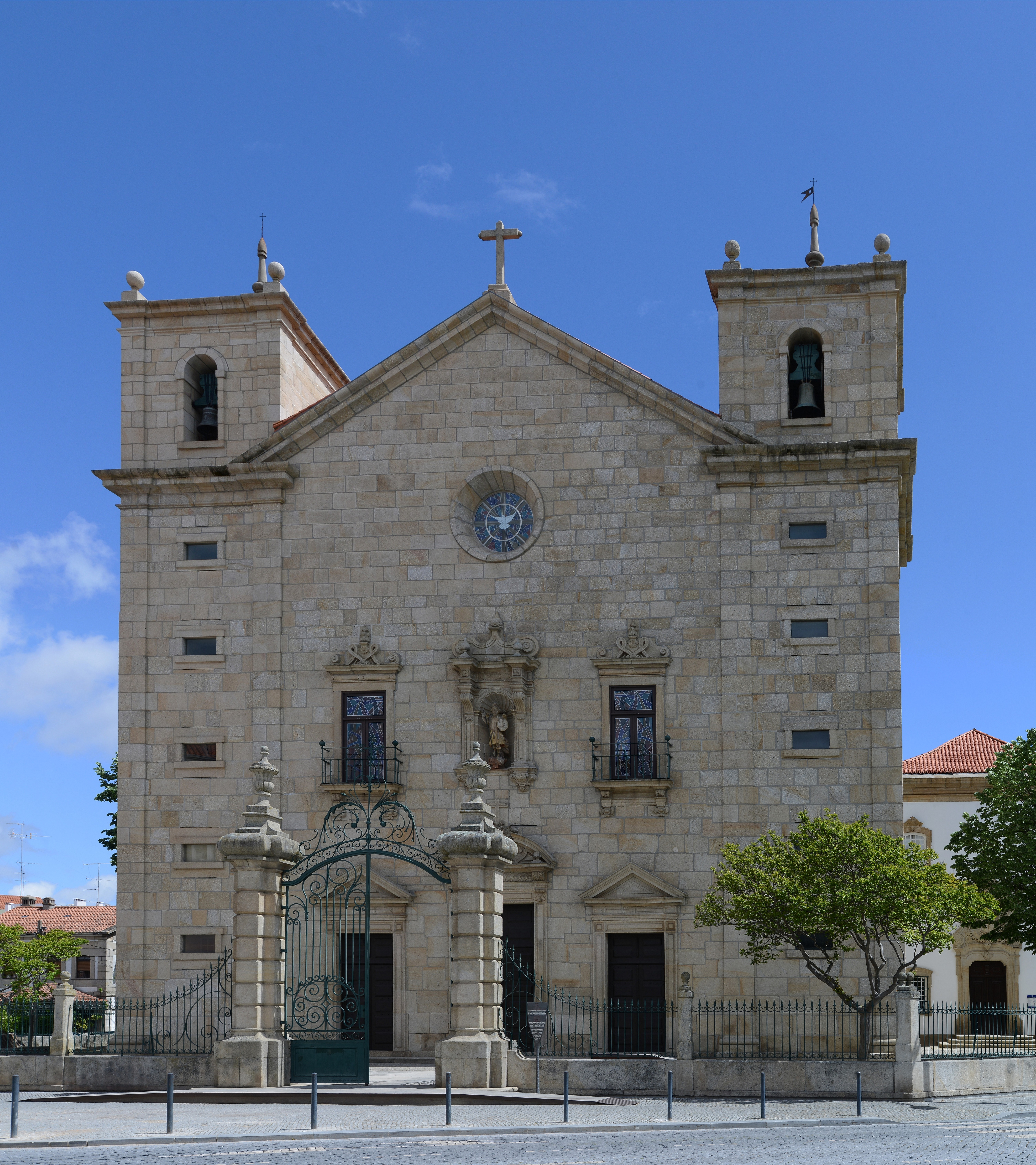
Каштелу-Бранківський собор
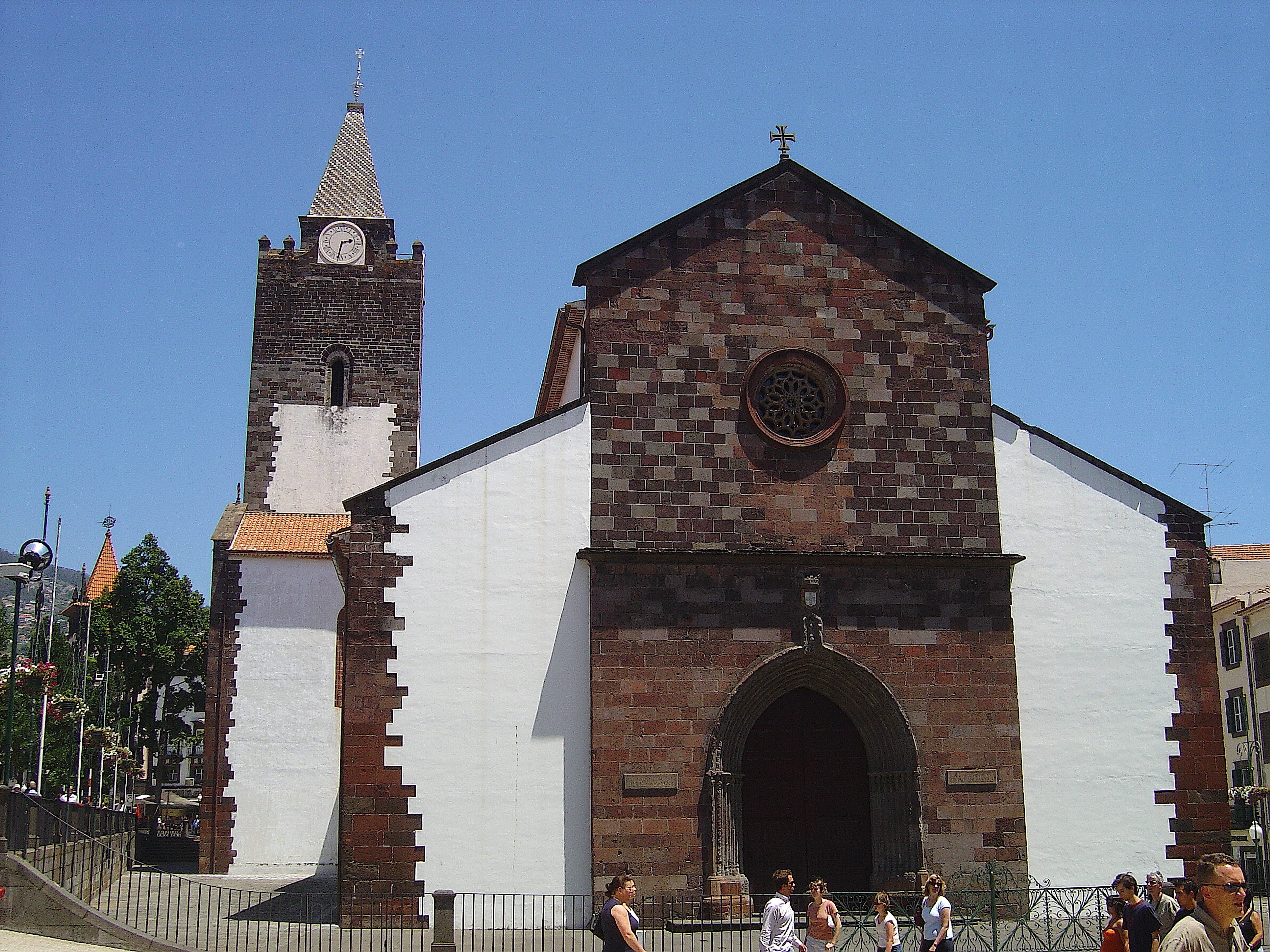
Фуншалський катедральний собор Внебовзяття Діви Марії

## Монастирі
- Категорія:Монастирі Португалії

## Святі
- Категорія:Португальські святі

## Лицарські ордени
- Тамплієри — до 1312 року.
- Орден Сантьяго
  - Орден Сантьяго да Еспада — португальська гілка.
- Орден Христа — спадкоємець тамплієрів.
- Авіський орден — гілка тамплієрів.